# Fedora (Linux-Distribution)
Fedora [fɨˈdɒr.ə] ist eine RPM-basierte Linux-Distribution. Ziel der Entwickler der Distribution ist es, Freie Software zu fördern und ein Betriebssystem für eine möglichst vielfältige Zielgruppe zu gestalten. Organisiert wird die Entwicklung in der Online-Community des Fedora-Projekts, das vom Unternehmen Red Hat angeführt wird. Fedora und Red Hat Enterprise Linux (RHEL) sind verwandte Projekte, wobei Fedora als Upstream von RHEL fungiert. Änderungen werden zuerst in Fedora vorgenommen und können dann in RHEL integriert werden. Das englische Wort fedora bezeichnet eine spezielle Art des Filzhuts, des Markenzeichens des Unternehmens Red Hat.

## Zielgruppe
Fedora wird für den generellen Einsatz auf Server- und Desktop-Systemen entwickelt. Das Fedora-Projekt selbst bezeichnet seine Distribution als geeignet für Einsteiger ebenso wie für erfahrene Benutzer. Hindernisse wie die Installation von Videocodecs oder der proprietären Nvidia-Treiber aus einer externen Softwarequelle werden im Standard-GNOME-Einrichtungsdialog erleichtert, andere Desktops benötigen manuelle Installation.
Im Gegensatz zu anderen Linux-Distributionen gibt es keinen Langzeit-Support. Der Lebenszyklus einer Fedora-Version ist auf 13 Monate angelegt, etwa alle sechs Monate erscheint eine neue Version, weshalb Fedora für eine langfristig geplante Verwendung (z. B. auf Embedded-Systemen oder Systemen mit jahrelanger Uptime) ungeeignet ist.
Dafür bietet es im Gegensatz zu anderen Distributionen stets sehr aktuelle Software und neue Standards wie systemd, BTRFS, Pipewire, Wayland und Flatpak.

## Fedora-Projekt

### Prinzipien
Das Fedora-Projekt formuliert seine Ziele wie folgt:

The Fedora Project is a partnership of free software community members from around the globe. The Fedora Project builds open source software communities and produces a Linux distribution called Fedora.
[…]

The Fedora Project creates a world where,
- free culture is welcoming and widespread,
- collaboration is commonplace, and 
- people control their content and devices.

„Das Fedora-Projekt ist eine Partnerschaft zwischen Mitgliedern der Free-Software-Community aus aller Welt. Das Fedora-Projekt bildet Open-Source-Software-Communitys und produziert eine Linux-Distribution namens Fedora.
[…]

Das Fedora-Projekt kreiert eine Welt, in der
- die Kultur freier Inhalte willkommen und weit verbreitet ist,
- Zusammenarbeit etwas selbstverständliches ist und
- Menschen die Kontrolle über ihre Inhalte und Geräte haben.“

Diese Absichten werden ausgedrückt in den vier Prinzipien:
1. Freiheit („Freedom“)
2. Freunde („Friends“)
3. Funktionen („Features“)
4. Zuerst („First“)[11]

Die „Freiheit“ bezieht sich auf die Freiheit der Software im Gegensatz zu proprietärer Software. Die Förderung solcher FLOSS ist den Entwicklern ein Anliegen, weswegen Fedora gratis, quelloffen und ausdrücklich zur Weiterentwicklung angeboten wird. „Freunde“ repräsentiert die Stärke dieser weltweiten Gemeinschaft (Community) unterschiedlichster Menschen, die gemeinsam an der Entwicklung freier Software arbeiten. „Funktionen“ drückt das Streben nach Vielseitigkeit und Flexibilität aus, die Bedürfnisse möglichst vieler Anwender bestmöglich abzudecken. „Zuerst“ steht für den Innovationswillen und die angestrebte Vorreiterrolle innerhalb der Open-Source-Bewegung.
Wie schon beim Vorgänger von Fedora gilt auch hier der Grundsatz, dass nur Computerprogramme mit vollständig freier Lizenz in die Distribution aufgenommen werden dürfen. Die einzige Ausnahme bildet Firmware in binärer Form (Binärblob), die mit einer Lizenz zur Verfügung gestellt wird und die eine freie Nutzung erlaubt. Prominenteste Folge dieser Lizenzpolitik ist, dass Fedora z. B. keine Unterstützung für die DVD-Video-Wiedergabe mit sich bringt, sondern diese aus Drittquellen installiert werden müssen.
Zur Fedora-Gemeinschaft gehören Mitarbeiter des Unternehmens Red Hat und Entwickler anderer Unternehmen, sowie unabhängige ehrenamtliche Entwickler, darunter auch Studierende. Neben Software-Entwicklern gibt es Spezialisten für das Marketing, die linguistische Übersetzung oder die grafische Gestaltung. Um die Zusammenarbeit dieser teilweise sehr inhomogenen Community zu erleichtern, gibt sich das Fedora-Projekt zwei Grundsätze:
1. Bei jeder Entscheidung ist die Auswirkung auf andere zu bedenken und gleichzeitig
2. Ist respektvoll mit den Entscheidungen anderer umzugehen. Bei einer Uneinigkeit in technischen oder sozialen Fragen wird versucht, zuerst zu verstehen, wieso es zu einer Uneinigkeit gekommen ist, bevor versucht wird, eine Einigung zu erzielen.

### Projektleitung
Das Fedora-Projekt wird von einem zehnköpfigen sogenannten Fedora Board (englisch für Gremium) geführt. Neben dem Vorsitzenden – der vom Unternehmen Red Hat bestimmt wird und ein Vetorecht besitzt – besteht das Board aus vier vom Vorsitzenden ernannten Mitgliedern und fünf durch die Fedora Community gewählten Mitgliedern. Das Board entscheidet über alle strategischen und finanziellen Belange des Projekts. Die technische Leitung und damit die Verantwortung für die Entwicklungsarbeit des Projekts liegt beim sogenannten Fedora Engineering Steering Committee (kurz FESCo, engl. für Technisches Steuerungs-Komitee). Das FESCo besteht aus neun durch die Fedora Community gewählten Mitgliedern. Die Diskussionen und Entscheidungen von beiden Gremien sind meist online und öffentlich nachverfolgbar, da die regelmäßigen Sitzungen meist in einem IRC-Kanal stattfinden. Der Vorsitzende des Boards koordiniert als amtierender Fedora-Projektleiter (FPL) auch die Umsetzung der Entscheidungen von Board und FESCo. Seit Juni 2014 ist Matthew Miller Vorsitzender und FPL.

### Finanzierung
Das Fedora-Projekt wird hauptsächlich durch das Unternehmen Red Hat finanziert. Red Hat möchte eine möglichst vollständige und solide Grundlage für ihr kommerzielles Produkt Red Hat Enterprise Linux (RHEL) erhalten. Das Sponsoring von Red Hat besteht neben der Bereitstellung finanzieller Mittel vorwiegend aus der Mitarbeit zahlreicher Red Hat-Angestellter in der Fedora Community. Daneben stellt Red Hat seine Infrastruktur, wie z. B. Server oder Konferenzräume, kostenfrei dem Fedora-Projekt zur Verfügung.
Neben Red Hat und einzelnen privaten Personen sind die Unternehmen  Amazon AWS, BodHOST, Ibiblio, InterNetX GmbH, OSU Open Source Lab, proIO GmbH, DedicatedSolutions und HEFICED als Sponsoren von Fedora bekannt. Einige dieser Unternehmen verkaufen Hardware mit vorinstallierter Fedora-Software oder sind Nutzer der Distribution wie beispielsweise AmazonLinux von AWS, welches auf Fedora basiert.

### Tagungen
Das Fedora-Projekt veranstaltet unterschiedliche Tagungen. Die jährliche flock (englisch „The Annual Fedora Project Conference“), die virtuelle nest, globale und lokale hatch und die halbjährlichen Fedora Release Parties (übersetzt „Fedora Veröffentlichungsfeier“). Neben Vorträgen, Podien, Sitzungen und sozialen Anlässen werden an den Tagungen sogenannte Hackfests organisiert, bei denen eine Gruppe von Entwicklern eine spezifische Fragestellung zusammen angeht und programmiert.

## Verbreitung
Fedora erfreut sich unter anderem als Nachfolger der alten Red-Hat-Linux-Versionen großer Beliebtheit und hat dieses in vielen Unternehmen und Institutionen ersetzt. Die meisten kommerziellen Anwendungen, Daemons und Treiber, die früher für RHL zur Verfügung gestellt wurden, werden mittlerweile ebenfalls für Fedora angeboten, womit diese Distribution eine breitflächige Unterstützung durch Unternehmen und Institutionen bekommt. Auf der Plattform Distrowatch steht Fedora auf Platz 7 der meisten Suchanfragen des vergangenen halben Jahres.
Bis 2008 wurde die Wikipedia auf Red Hat Linux 9 und unterschiedlichen Fedora-Versionen gehostet. Ende 2008 wurden alle 400 Server der Wikimedia Foundation zu Ubuntu migriert. Der von IBM gebaute Supercomputer Roadrunner, der am National Nuclear Security Administration (NNSA) betrieben wird, verwendet sowohl RHEL als auch Fedora als Betriebssystem. Die philippinische Regierung ließ im Jahr 2008 13.000 Computer, auf denen Fedora installiert war, an Schulen verteilen. An der ARM TechCon 2013 stellte Dell den ersten ARM-64-Bit-Server vor, der mit Fedora als Betriebssystem ausgestattet war.
Eine Erhebung der Nutzerzahlen ist nur mittels Schätzung möglich, da anders als bei kommerzieller Software keine Verkaufszahlen erhoben werden können und keine Produktaktivierung für die Nutzung notwendig wird. Es können also lediglich die Downloadzahlen der Installationsmedien (ISO-Images) und die Zugriffe auf die Update-Server (Repositories) gezählt werden. Diese Erhebungsmethoden sind mit einer großen Unschärfe behaftet, da das System mit einem einzelnen Installationsmedium (CD-ROM, DVD, USB-Stick) auf vielen Computern installiert werden kann und wiederum oft IP-Adressen dynamisch genutzt werden, was zu einer Mehrfachzählung führen kann.
In der gesamten Lebenszeit von Fedora 16 wurden insgesamt 2.143.906 Installationsmedien heruntergeladen. Vom Mai 2007 bis im Mai 2012 bezogen durchschnittlich etwa 5 Millionen einzelne IP-Adressen pro Fedora-Version Updates von einem der Repository-Server.
Unter Webhostern war Fedora im Dezember 2005 die am drittstärksten verbreitete Linux-Distribution. Zählt man alle Derivate von Fedora zusammen und bezieht Red Hat Enterprise Linux und dessen Derivate wie CentOS oder Scientific Linux ein, so ergab sich 2005 eine Verbreitung von etwa 50 Prozent.
Bis 2023 ist Fedora auf Webservern stark zurückgegangen auf 0,1 % im Kontrast zu 11,6 % bei Ubuntu. Im Vergleich verwenden 0,2 % der Webserver RedHat Enterprise Linux (RHEL), 2,8 % setzen auf CentOS. CentOS als Bug-für-Bug kompatibler Klon von RHEL wurde 2022 von RedHat eingestellt zugunsten von CentOS Stream, welches ein Release-Modell zwischen Fedora und RHEL verwendet und somit nicht dieselbe Stabilität aufweist. Diese Entwicklung motivierte bestehende Nutzer, zu Debian oder Ubuntu, aber auch RPM-basierten Distributionen wie AlmaLinux oder Oracle Linux zu wechseln.
Fedora wird, laut Interviews von 2008, 2012 und 2014, von Linus Torvalds verwendet.

## Technische Merkmale

### Systemvoraussetzungen
Für Fedora 39 werden ein 2-GHz-Zweikernprozessor, 2 GB Arbeitsspeicher und 15 GB freier Festplattenspeicher als minimale Voraussetzungen empfohlen. Fedora kann auch ohne Grafikhardware betrieben werden, was z. B. auf einem Server sinnvoll sein kann. Für eine grafische Oberfläche wird ein Grafikprozessor, der neuer ist als Intel GMA900, Nvidia GeForce-FX NV30 und ATI-(AMD-)Radeon 9500, empfohlen. Um eine flüssige grafische Darstellung zu erhalten, sind leistungsfähigere Grafikprozessoren notwendig. Die Desktop-Umgebungen Xfce, Cinnamon, LXQt, LXDE, MATE sowie die Fenstermanager i3 und Sway benötigen wenig Ressourcen und deshalb weniger leistungsfähige Hardware als Gnome oder KDE. Diese Desktops sind als Spins oder immutable Variante (Sway) vorhanden.

### Hardwareunterstützung
Fedora wird primär für die x86-Architektur AMD64 (64-Bit-x86, auch als „x86-64“ bzw. „x64“ bezeichnet) entwickelt. Daneben gibt es – meist nach dem offiziellen Release fertiggestellte – Varianten für die ARM-, PowerPC- (64-Bit) und s390x-Architekturen.
Da die Bedeutung der ARM-Plattform in den letzten Jahren stark zugenommen hat, wurde geplant, bei der Fedora-Version 20 der ARM-Variante die gleiche Priorität einzuräumen wie den x86-Architekturen IA-32 (32-Bit; meist einfach „x86“ oder „i386“/„i686“) und AMD64 (64-Bit).
Ab Fedora 37 wird der Raspberry Pi 4 offiziell unterstützt, inklusive Grafikbeschleunigung, ältere Modelle bereits seit Fedora 29. Die Variante Pidora ist nicht mehr relevant.
Für nicht mehr aktuelle Fedora-Versionen gab es teilweise Varianten für die folgenden Architekturen: Itanium (auch „IA-64“), PowerPC (32-Bit), SPARC (32- und 64-Bit) und System/390.
Fedora enthält Treiber für den Großteil der aktuell verfügbaren PC-Hardware. Auf den Installations-Medien (CD-ROM oder DVD) ist nur ein Teil der Treiber enthalten, weshalb gewisse Treiber nachträglich geladen und installiert werden müssen. Fedora enthält freie Treiber für AMD- (Radeon und Radeonhd) und Nvidia-Grafikprozessoren (nouveau), die Hardwarebeschleunigung und 3D-Unterstützung erlauben. Fedora enthält aus lizenzrechtlichen Gründen keine proprietären Treiber. Deshalb müssen solche Treiber für Nvidia-Grafikprozessoren aus Software-Repositories von Drittanbietern nachträglich installiert werden. Es existieren keine Pakete für die proprietären amgpu-pro Grafiktreiber.

## Varianten

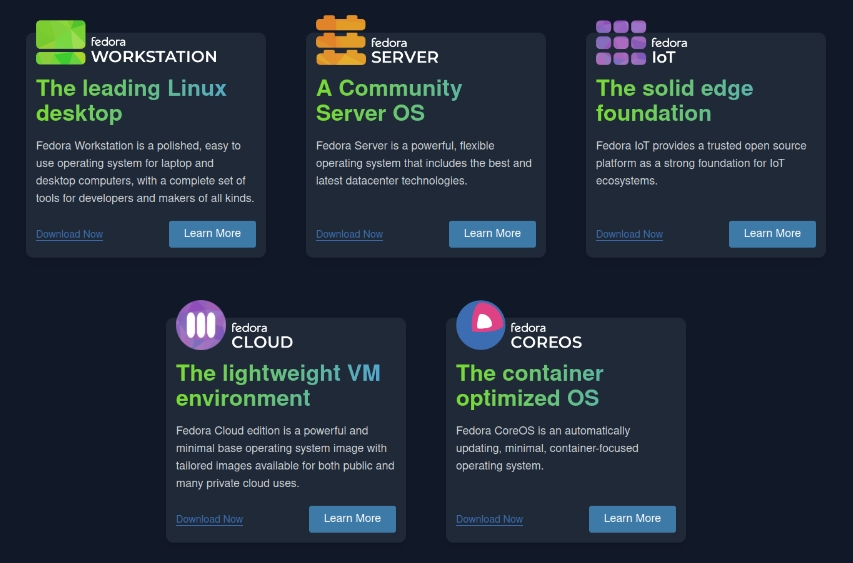
Fedora Varianten, Darstellung auf der Website des Fedora Projekts

### Flavors
Seit Fedora 21 gibt es drei sogenannte „Flavors“, (englisch „Geschmacksrichtung“) die auf die Teilgebiete Workstation, Server, IoT und Cloud ausgerichtet sind. Diese „Flavors“ enthalten alle die gleichen, „Base“ genannten Tools, Bibliotheken und APIs, unterscheiden sich aber in der Konfiguration sowie in den darauf aufbauenden Software-Paketen.

#### Workstation
Die bevorzugte Desktop-Umgebung ist seit Fedora 15 Gnome, mit einem Fokus auf die jeweils aktuelle Version, beinahe keine Abänderungen des Designs und eine geführte nutzerfreundliche Einrichtung.
Fedora Workstation richtet sich an Heim- sowie Firmencomputer, mit integrierter Online-Account-Unterstützung, Unternehmenszugängen, sowie einem Werkzeug zur Kindersicherung und Begrenzung.
Auch Barrierearme Benutzung ist ein Fokus von Fedora, und der Bildschirmleser Orca ist vorinstalliert.
Auf Workstation ist sowohl Flatpak als auch die Fedora Flatpak-Paketquelle vorinstalliert, welche existierende Fedora-Anwendungen im isolierten, Distributions-unabhängigen Format bereitstellen. Flathub ist nicht vorinstalliert, dies ist jedoch leicht möglich. Vorinstallierte Anwendungen sind im RPM-Format enthalten.
Seit Fedora 42 steht die Desktop-Umgebung KDE Plasma, die bisher nur als Spin angeboten wurde, auf einer Ebene mit Gnome. Beide Desktop-Umgebungen sind als Edition von Fedora verfügbar.

#### Server
Fedora Server ist als Server-Betriebssystem gleichermaßen verwendbar für bare metal (englisch „echte Hardware“) oder Virtuelle Maschinen. Es verwendet libvirt und Podman sowie die WildFly Anwendungs-Laufzeitumgebung.
Es verwendet Cockpit zur grafischen Verwaltung über den Browser.

#### IoT
IoT bezeichnet „Internet der Dinge“ (englisch „Internet of Things“). Fedora liefert hier „ein leichtgewichtiges und dennoch leistungsstarkes und skalierbares Betriebssystem“.
Getestete Plattformen sind ARM SystemReady, Pine64, SolidRun und Nvidia-Geräte.

#### Cloud
Diese Edition stellt eine „[...] leichtgewichtige VM-Umgebung[,] eine anpassbare Cloud-Native-Erfahrung[...]“ dar. Partner dieser Variante sind Amazon AWS, Google Cloud und HashiCorp Vagrant, und deren eigene Abbildformate werden unterstützt, was die Einrichtung vereinfacht.

#### CoreOS
Eine minimale image-basierte Version, optimiert für die Verwendung von Podman-Containern auf Servern. Getestet auf Alibaba Cloud, Amazon AWS, DigitalOcean, QEMU, Exoscale, Google Cloud, IBM Cloud, Kubevirt, Microsoft Azure, Nutanix, Openstack, Oracle VirtualBox, Vultr sowie VMWare. Es verwendet Ignition zur Konfiguration und rpm-ostree für Änderungen am Hauptsystem.

### Spins
Neben den „Flavors“ gibt es spezielle sogenannte Spins, die etwa mit der Desktop-Umgebung Xfce, Cinnamon, Budgie, Phosh, LXQt, LXDE, MATE oder SOAS, sowie den Fenstermanagern i3 und Sway angeboten werden.

### Labs
Zusätzlich zu diesen, vom Fedora-Projekt selbst gepflegten Spins, gibt es weitere, für bestimmte Anwendungen oder Interessen optimierte Labs.
Darunter befinden sich Varianten für:
- Sicherheitsanalysen
- Elektronik-Entwicklung
- Wissenschaft, Neurowissenschaft, Astronomie
- Design & Gestaltung
- Musikerstellung
- Python-Entwicklung
- Schüler
- Robotik[70]

### Immutable Varianten: Fedora Atomic Desktop
Neben dem traditionellen Distributionsmodell, bei dem das System von einem Abbild auf einen USB-Stick geschrieben, von dort auf eine Festplatte geklont und von dort an durch die Paketverwaltung aktualisiert und verändert wird, setzen immutable Varianten auf Stabilität, atomische Updates, Versionierung, System-Schnappschüsse, Nachvollziehbarkeit von Änderungen am System und damit Sicherheit.
Dieses Modell hat die Vorzüge, dass Entwickler ein stabiles und unveränderbares Betriebssystem bereitstellen können, welches weniger anfällig für individuelle Fehler ist, Sicherheit garantiert und Aktualisierungen erleichtert. Bekannte Systeme, die auf ein ähnliches Modell setzen, sind:
- Android und ChromeOS, welche auf A/B root setzen und keine Veränderungen erlauben;
- OpenSuse microOS, welches BTRFS Schnappschüsse und transactional updates verwendet, somit Änderungen am System zulässt;
- VanillaOS auf Ubuntu- und Debian-Basis, welches auf A/B root verwendet und Änderungen am System zulässt;[72]
- Ubuntu Core, welches Snap-Pakete verwendet, um verschiedene Bereiche des Systems zu kompartimentieren.

Diese Distributionsmodelle unterscheiden sich erheblich in ihrem Konzept, Anwendungsfällen und Veränderbarkeit durch die Nutzer.
Fedora entwickelt die immutable Variante ihrer Workstation, Fedora Silverblue. Sie unterscheidet sich auch dadurch, dass wenig RPM-Pakete vorinstalliert sind und stattdessen durch Flatpak-Anwendungen ersetzt werden. Fedora bietet außerdem immutable Versionen mit KDE, Budgie und dem Sway-Fenstermanager.
Die Fedora Atomic Desktops (Überbegriff für alle Varianten dieses Distributionstyps) verwenden wie Fedora CoreOS rpm-ostree für Änderungen am unterliegenden System.
Das Ziel ist ein stabiles System frei von nicht reproduzierbaren Fehlern, in dem die Anwendungen als Flatpak oder über Podman-Container mithilfe der Verwaltungssoftware Toolbox installiert werden.
Anwendungen werden so vom System isoliert, was Probleme bei Aktualisierungen und Abhängigkeitsauflösung löst.

#### Sicherheit
Außerdem schafft es einen sicheren Desktop mit App-Berechtigungssystemen ähnlich dem von Android, bei dem Anwendungen über Portale Zugriff auf Mikrofon, Kamera, Dateisystemordner oder Dateien sowie Bildschirmübertragung anfragen müssen. Nutzer können dann aktiv zustimmen oder ablehnen, was ein Fortschritt vom traditionellen Anwendungsmodell ist, bei dem alle Anwendungen beinahe uneingeschränkte Berechtigungen haben.
Die Isolation der Flatpak-Anwendungen erfolgt durch Bubblewrap und macht sich die Kernel-Funktion der user namespaces zu eigen. Bubblewrap kann jedoch auch ohne user namespaces im suid Modus verwendet werden, welches aus Sicherheitsgründen bevorzugt werden kann. Hierfür muss bubblewrap durch bubblewrap-suid ersetzt werden, und der richtige Kernel Parameter deaktiviert werden.
sudo sysctl -w kernel.unprivileged_userns_clone=0
Es ist essentiell, diese beiden Modifikationen zu kombinieren, da sonst Sicherheitslücken entstehen.

## Inoffizielle Varianten
Besonders in den letzten Jahren sind inoffizielle Varianten von Fedora entstanden, die durch besondere Eigenschaften auffallen.

### Nobara
Diese für Gaming optimierte Distribution hat durch ihre Optimierung und Geschwindigkeitsvorteile gegenüber Windows Bekanntheit erlangt.
Sie modifiziert den Kernel in zahlreichen Punkten
- gewählten Zen-Kernel Patches
- OpenRGB Unterstützung
- Asus-Linux, Microsoft Surface, Lenovo Legion, SteamDeck Unterstützung
- SimpleDRM Anpassung für Nvidia-Grafikkarten

Zudem liefert sie eine neuere Version der Grafikbibliothek Mesa, ermöglicht EasyAntiCheat durch glibc-Anpassungen, und nimmt in vielen weiteren Aspekten Änderungen vor, die Fedora für grafikintensive Anwendungen wie Videobearbeitung, -aufnahme und Gaming optimieren.
Auch wird einige individuelle Software wie Spiele-Launcher und OnlyOffice vorinstalliert.
Die Sicherheit der Distribution ist jedoch kritisch zu sehen, da der Entwickler SELinux deaktiviert und durch Apparmor ersetzt hat, das Update auf Fedora 39 stark verzögert erschienen ist, und die starken Modifikationen am Betriebssystem von einer Einzelperson gewartet werden. Auch Secureboot wird nicht unterstützt, im Gegensatz zu Fedora.

### Universal Blue
Das Universal Blue/ublue-Projekt verwendet die Grundlage der immutablen Fedora-Varianten, um von diesem Grundgerüst aus ein System an Varianten zu erstellen.
Das Ziel des ublue-Projekts ist es, die Effizienz und Verlässlichkeit der modernen Linux-Server-Infrastruktur auf den Desktop anzuwenden.
Anders als bei Traditionellen Abspaltungen (englisch „forks“) sind die Änderungen am Grundsystem transparent und automatisiert, wobei Github-Actions zur automatisierten Erstellung von Systemabbildern bzw. OCI Abbildern verwendet werden.
Das Hauptprodukt des ublue-Projekts ist die main Variante, ein minimales Grundsystem mit Änderungen wie installierten Multimedia-Codecs, automatischen Updates und Anwendungen wie Distrobox.
Neben der main-Variante, die für Intel- und AMD-Computer mit quelloffenen Treibern gemacht ist, werden die nvidia-Abbilder entwickelt, welche die proprietären Grafikkarten-Treiber von RPMFusion direkt implementieren. Diese Änderungen darf das in den USA ansässige Fedora Project aus patentrechtlichen Gründen nicht anwenden, zudem konkurrieren einige Änderungen wie die Verwendung von Distrobox mit offiziellen Fedora-Projekten wie Toolbox.
Optimiert für Asus, Framework, Microsoft Surface, ROG Ally und das Steamdeck entwickeln sie weitere Varianten, mit entsprechenden Kernel-Modifikationen, Treibern, Voreinstellungen oder Desktops, um die Nutzung zu ermöglichen.
Auf dieser Basis optimieren sie die offiziellen immutablen Fedora-Varianten Silverblue, Kinoite, Onyx und Sericea, aber auch weitere Desktops.
Als Grundgerüst zur einfachen Erstellung eines eigenen Systems entwickeln sie starting point, eine Konfiguration, die mit ausgiebiger Dokumentation die Verwendung (englisch „consumption“) ihrer Abbilder ermöglicht.
Ublue entwickelt zudem eigene Programme: Fleek, Yafti und Boxkit, welche die Verwendung von Containern, automatische Flatpak-App Installation und das Erstellen eigener Distrobox Container vereinfachen.
Auf der ublue-Grundgerüst existieren einige spezialisierte Distributionen:

#### Bluefin
Eine stark veränderte Variante von Fedora Silverblue, die für Entwickler optimiert ist. Visual Studio Code, devbox, DevPod und Homebrew sind vorinstalliert.
Der Wunsch, mehr Web-Entwickler für den Linux Desktop zu motivieren, durch moderne und gewohnte Technologien, ist der Ursprung der Idee.
Es verwendet auch Ähnliche Modifikationen am GNOME-Desktop wie Ubuntu, was die Oberfläche für Umsteiger gewohnter macht.

#### Secureblue
Basierend auf dem ublue-Projekt ist das Ziel die Verbesserung des Schutzes gegen die Ausnutzung bekannter und unbekannter Schwachstellen im System.
Dabei werden Abstriche bei der Nutzbarkeit für die meisten Anwendungsfälle vermieden. Die Distribution wendet zahlreiche Härtungen am System an, um es zu schützen:
- Setzen zahlreicher sysctl Werte
- Statische randomisierte MAC-Adressen werden verwendet
- Zahlreiche Kernel-Module sind deaktiviert und er ist gehärtet[98]
- Privilegierte Prozesse erfordern jedes Mal das sudo Passwort
- Brute-force Attacken werden erschwert durch Härtung des Authentifikationssystems PAM, welches das System nach 50 falschen Passworteingaben für 24 Stunden sperrt
- Vorinstallation des flathub-verified Repositories, welches ausschließlich Software der offiziellen Entwickler beinhaltet[99][100]
- eine Variante deaktiviert user namespaces und ersetzt bubblewrap mit bubblewrap-suid
- Der gehärtete Speicherzuweiser hardened_malloc, welcher aus dem GrapheneOS Projekt stammt, wird verwendet und auch für Flatpak-Anwendungen verwendet[101]
- Firefox wird durch Chromium ersetzt, welches eine stärkere Sandbox und inter-process Isolation besitzt[102]
- JIT JavaScript in Chromium wird deaktiviert, was zahlreiche Sicherheitslücken verhindert[103][97]

Secureblue nutzt das ublue-System, sodass mit transparenten Änderungen mehrere Desktops, Nvidia-Abbilder, Desktop- und Laptopabbilder und Serverversionen erstellt werden.

#### Bazzite
Diese Distribution stellt ein alternatives Betriebssystem zu dem immutablen SteamOS dar, welche Container-basiert und für Gaming angepasst ist.
Hardwarebeschleunigung, Nvidia-Treiber, Controller-Unterstützung und weitere Modifikationen ermöglichen eine optimierte Gaming-Erfahrung.
OBS VkCapture, LatencyFleX, vkBasalt, MangoHud, Googles BBR TCP Engpasskontrolle, der System76-Scheduler, OpenRGB und weitere Modifikationen sind enthalten.
CoreCtrl und GreenWithEnvy können durch das Bazzite Portal installiert werden. Mithilfe von Fleek ist der Nix-Paketmanager verfügbar.

### Vojtux
Eine Distribution des Entwicklers Vojtěch Polášek, welche auf die Verwendung durch blinde Menschen optimiert ist.
Ihr Ziel ist eine vollständig blindengerechte Einrichtung eines Fedora-Systems, und sie verwendet die Mate Benutzerumgebung.
Lokalisation findet zurzeit ausschließlich auf Englisch und Tschechisch statt, es werden spezifische Stimmdateien, der Bildschirmleser Orca inklusive Anpassungen und die LIOS OCR Anwendung installiert, sowie zahlreiche Anpassungen für die Verwendung durch blinde Nutzer vorgenommen.

### Installationsmedien
Fedora-Installationsmedien können in verschiedenen Formaten und Varianten als ISO-Images gratis heruntergeladen werden. Vor der Installation brennt der Benutzer das ISO-Image auf eine beschreibbare CD-ROM, DVD, einen USB-Stick oder eine Speicherkarte und bootet von diesem Medium. Hierfür stellt Fedora das Werkzeug Fedora Media Writer für Windows, MacOS und als Flatpak zur Verfügung.
Für die einzelnen Versionen gibt es sogenannte Live-Medien, welche ein Live-System enthalten, welches auch installiert werden kann. Eine Netzwerk-Installations-CD („Everything“) enthält nur ein minimales Fedora-System, das es nur gerade erlaubt, einen Computer hochzufahren und die Installation zu starten. Alle zu installierenden Software-Pakete werden nicht von der CD installiert, sondern während der Installation über das Internet heruntergeladen.
Die Alternative Downloads Website liefert weitere Download-Optionen wie die Everything Netzwerk-Installations-Version, die instabile Testversion Rawhide und weitere Abbilder.
Außerdem kann man alle Versionen als Torrent herunterladen und weiterverbreiten, um Serverkosten zu sparen. Die lokalen Dateien sind aufgrund der hohen Aktualisierungsrate jedoch schnell veraltet.

### Anwendungen
Das Software-Repository für Fedora 39 enthält 72.888 verschiedene Pakete, die einen Großteil der für Linux verfügbaren Anwendungen und Tools abdecken. Auf den Installations-Medien ist nur ein Bruchteil davon enthalten. Die Standard-Installation enthält eine Desktopumgebung und Anwendungen für verbreitete Anwendungsgebiete (E-Mail-Client, Browser, Office-Paket, Bildbearbeitungsprogramm, Mediaplayer usw.). Je nach Spin/Lab werden unterschiedliche Anwendungen als Standard-Auswahl installiert, so enthalten einige die meisten Spins LibreOffice als Office-Paket, die KDE-Plasma und GNOME Editionen beispielsweise unterscheiden sich jedoch stark in Desktop-spezifischer Software. Nach der Installation kann der Anwender mit der Paketverwaltung jede beliebige Anwendung aus dem Software-Umfang des Repositories oder aus Drittquellen installieren.

### Distributionsspezifische Software

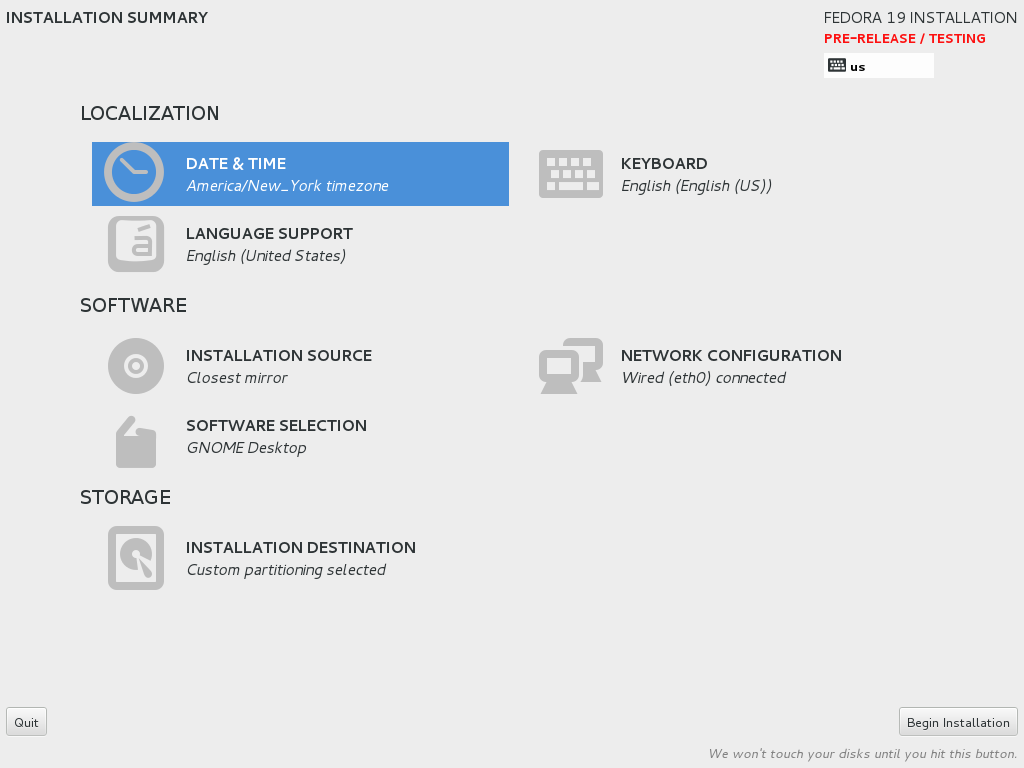
Der Anaconda-Installer von Fedora 19.

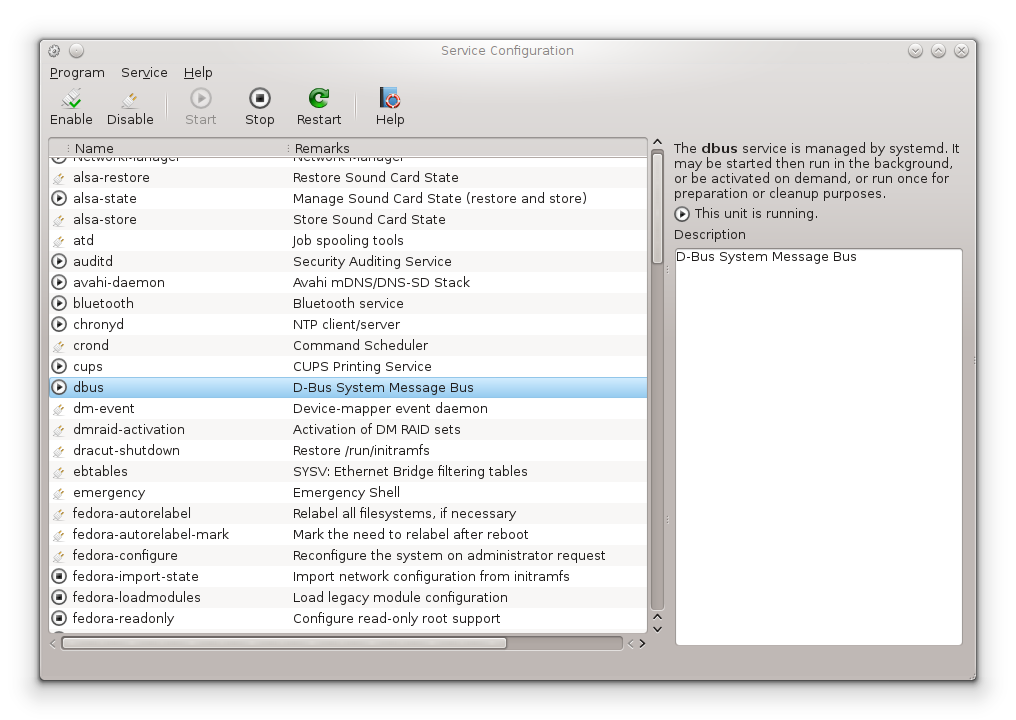
Das system-config-services -Tool, mit dem sich die Daemons verwalten lassen, auf Fedora 19

Die Installationsroutine Anaconda ermöglicht eine grafisch geführte Installation eines Fedora-Systems, während das Programm Kickstart dies automatisieren kann, was vor allem bei der mehrfachen Installation auf Unternehmensrechnern hilfreich ist. Zur Konfiguration des Systems stehen die sogenannten system-config-*-Programme zur Verfügung, die grafische Benutzeroberflächen haben. Die system-config-*-Werkzeuge sind nach den üblichen Fedora-Prinzipien programmiert. Die Prinzipien fordern, dass „Management-Tools“ (Hilfsprogramme zur Systemverwaltung) nur gezielt eine einzige Aufgabe erfüllen sollen und keine exklusive Kontrolle über Konfigurationsdateien benötigen. Administratoren eines Systems sind dadurch trotz dieser Verwaltungswerkzeuge in der Lage, beliebige Änderungen manuell in Konfigurationsdateien vorzunehmen.

### Sicherheit
Fedora integriert vollständig die Kernel-Erweiterung SELinux, um so Mandatory Access Control systemweit zu erzwingen. SELinux ist nach einer Fedora-Installation standardmäßig aktiviert und schützt somit das System vor einer Vielzahl von Bedrohungen. Jedoch wird zurzeit anders als Grundkomponenten die gesamte Desktop-Umgebung im SELinux-Modus „unconfined“ (englisch „unbeschränkt“) ausgeführt, weswegen mit der Aktivierung von SELinux confined users experimentiert wird.
Während der Installation wird der Firewall-Daemon firewalld eingerichtet. Die Firewall verhindert alle von außen kommenden Netzwerk-Verbindungen zum System und erlaubt Verbindungen nur vom System nach außen.
Auf einem neu installierten Fedora-System unterbinden SELinux und die Firewall die Kommunikation aller Serverdienste, zum Beispiel Apache oder Samba. Erst nach der Anpassung der SELinux- und Firewall-Regeln durch einen Administrator können Serverdienste mit anderen Systemen kommunizieren. Dies gilt jedoch nicht für typische Desktopanwendungen wie CUPS, KDE-Connect, sowie Netzwerkkomponenten wie ssh, DHCP, OpenVPN, samba-client und Wireguard, welche standardmäßig erlaubt sind.
Für die Konfiguration von SELinux und der Firewall steht das grafische Tool firewall-config zur Verfügung.

### Paket- und Softwaremanagement

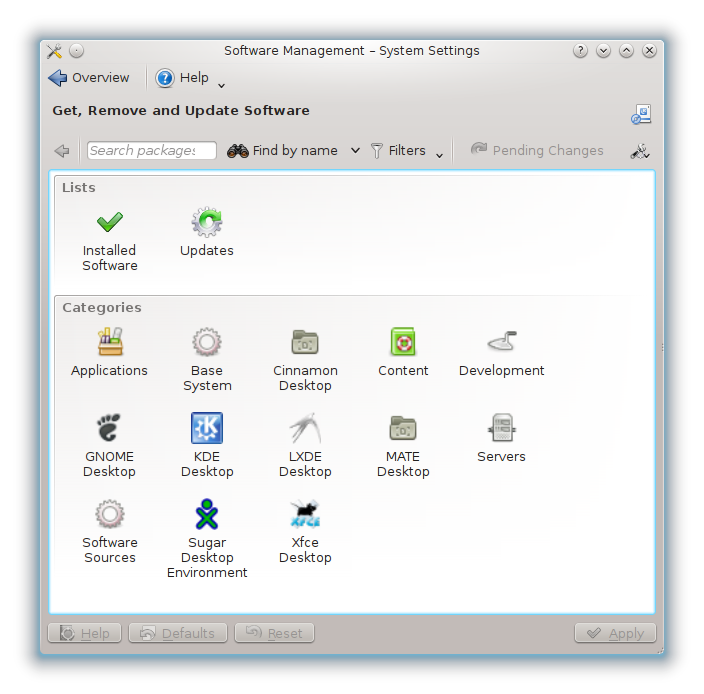
Das grafische Softwaremanagement in einem Fedora 19-System unter KDE

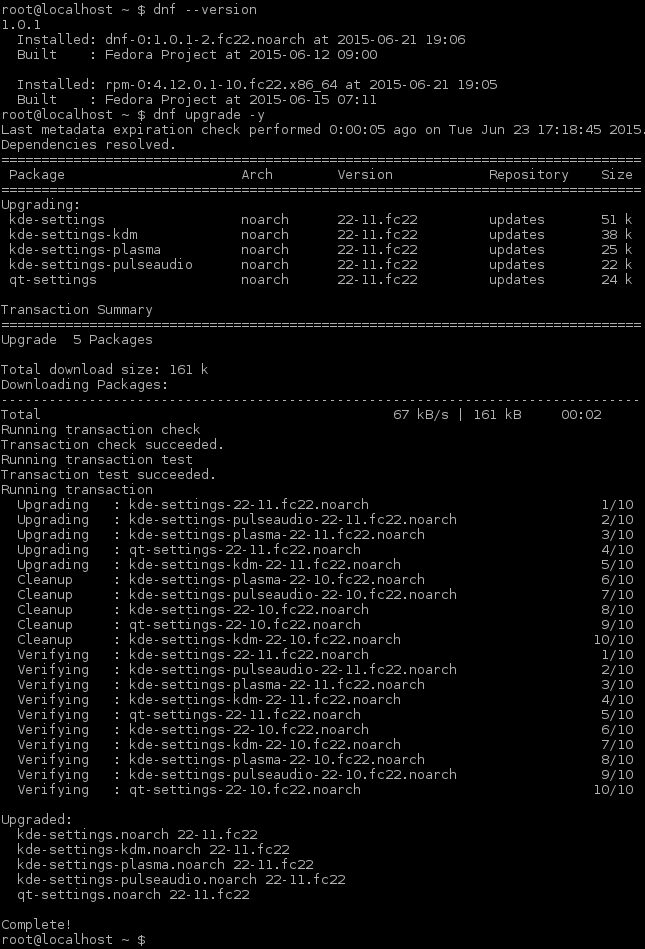
DNF spielt Patches auf einem Fedora 22-System ein.

Fedora nutzt die von Red Hat entwickelte Paketverwaltung RPM, um Pakete zu installieren und lokal zu verwalten. Abhängigkeiten zwischen den Paketen werden mit Hilfe von im Internet bereitgestellten Paketsammlungen – sogenannten Repositories – mit dem Programm DNF (vor Fedora 22 YUM) aufgelöst. Auf einem bereits installierten Fedora-System dient DNF dazu, automatisch Patches einzuspielen und das System aktuell zu halten. Der Administrator kann jederzeit mit DNF zusätzliche Software-Pakete installieren oder entfernen. PackageKit ermöglicht die Integration von DNF in grafische Software-Stores wie GNOME Software und KDE Discover, sodass die Verwendung eines Terminals nicht nötig ist.
In den Anfangszeiten gab es eine Unterstützung für up2date und APT. Die Unterstützung für Letzteres wurde mit Fedora Core 4 eingestellt, da die Entwicklung von APT-RPM ruhte.

#### Offizielle Repositories
In Fedora sind standardmäßig die offiziellen Paketquellen des Fedora-Projekts eingerichtet. Diese enthalten alle durch das Fedora-Projekt gepflegten Pakete. Dies umfasst Repositories für Patches (Updates), experimentelle Pakete, Quellcode-Pakete und Debuginformationen.

#### COPR
Fedora unterhält ein eigenes Community packaging system COPR („cool other packages repo“), welches kostenlos die Erstellung von RPM-Paketen mithilfe entsprechender Spec-Files ermöglicht. Hier finden sich hauptsächlich Pakete in der Testphase, die im Review-Prozess mithilfe von Sponsoring und einem offiziellen Maintainer in das offiziellen Repository aufgenommen werden. Entsprechend übernimmt das Fedora-Projekt keine Verantwortung für Pakete in dieser Quelle.

#### Open Build Service
Der Open Build Service von openSUSE funktioniert nach demselben Prinzip und ermöglicht auch die Erstellung von Fedora-spezfischen RPM-Paketen, genau wie COPR auch RPM-Pakete für alle anderen Distributionen erstellen kann.

#### Inoffizielle Repositories
Neben der Nutzung der offiziellen Repositories hat der Benutzer die Möglichkeit, weitere Paketquellen von Drittanbietern zu konfigurieren.
Die bekannteste Quelle für zusätzliche Softwarepakete, die aus ideologischen Gründen bezüglich der jeweiligen unfreien Lizenzen nicht in den offiziellen Paketquellen enthalten sind, ist RPM Fusion. Dort finden sich beispielsweise patentrechtlich geschützte Multimedia-Codecs und proprietäre Grafiktreiber.
Darüber hinaus stellen immer mehr Softwareprojekte und Unternehmen, wie Google Chrome, Skype, Visual Studio Code, Steam, Brave, Vivaldi oder PyCharm eigene Repositories für Fedora zur Verfügung. Stand Dezember 2023 sind die Repositories von Google Chrome, Seam, PyCharm und RPMFusion vorinstalliert, soweit man „nicht quelloffene Repositories“ bei der Installation aktiviert.

#### Versions-Update
Beginnend mit Fedora 21 steht das Werkzeug dnf-plugin-system-upgrade zum Upgrade auf eine aktuellere Fedora-Version zur Verfügung und ersetzt die zuvor unterstützen Upgrade-Methoden wie FedUp, PreUpgrade und Anaconda. Dieses DNF Plugin lädt in einem ersten Schritt zunächst alle Softwarepakete der nächsten Fedora-Version auf die Festplatte und aktualisiert danach das System zu Beginn des nächsten, unter der Kontrolle des Plugins initiierten Neustarts.
Systemaktualisierungen sind über die grafischen Software-Stores von KDE und GNOME möglich.

#### EPEL
EPEL (Extra Packages for Enterprise Linux) ist ein vom Fedora-Projekt gepflegtes Repository, das portierte Pakete von Software bereitstellt, die in Fedora selbst enthalten sind, nicht aber in RHEL, CentOS oder Scientific Linux. Weil diese Enterprise-Distributionen auf der Basis von Fedora entwickelt werden, sind meist nur sehr kleine Anpassungen an den Paketen notwendig. EPEL erweitert die Enterprise-Distributionen um dort nicht enthaltene Anwendungen und Treiber. Da die Portierung von Paketen von Fedora zum EPEL-Repository allein vom Einsatz der Community abhängt, geben weder Red Hat noch das Fedora-Projekt für solche Pakete eine Garantie, Support oder Zertifizierung, wie dies für Pakete im offiziellen RHEL-Repository üblich ist.

## Geschichte

### Fedora.us
Das fedora.us-Projekt wurde im November oder Dezember 2002 von Warren Togami gegründet. Ziel war es, ein qualitativ hochwertiges RPM-Repository für Red Hat Linux zu schaffen, das zusätzliche Anwendungen enthielt, die in RHL nicht enthalten waren. Die Grundidee war: Offizielle Richtlinien, aber offen für jedermann. Zuerst beschäftigte sich das Projekt vorwiegend mit Regeln für die Paketnamen. Es gab große Probleme mit der Koexistenz von originalen Red-Hat-Linux- und fedora.us-Paketen. Es entstanden unter anderem die heute noch gültigen Fedora Naming Guidelines. Die Ressourcen des Projekts waren aber bis zur Gründung des Fedora-Projekts zusammen mit dem Unternehmen Red Hat eher bescheiden. Dafür bot fedora.us aber gut funktionierende Strukturen und Prozesse für eine Entwickler-Community.

### Fedora Core

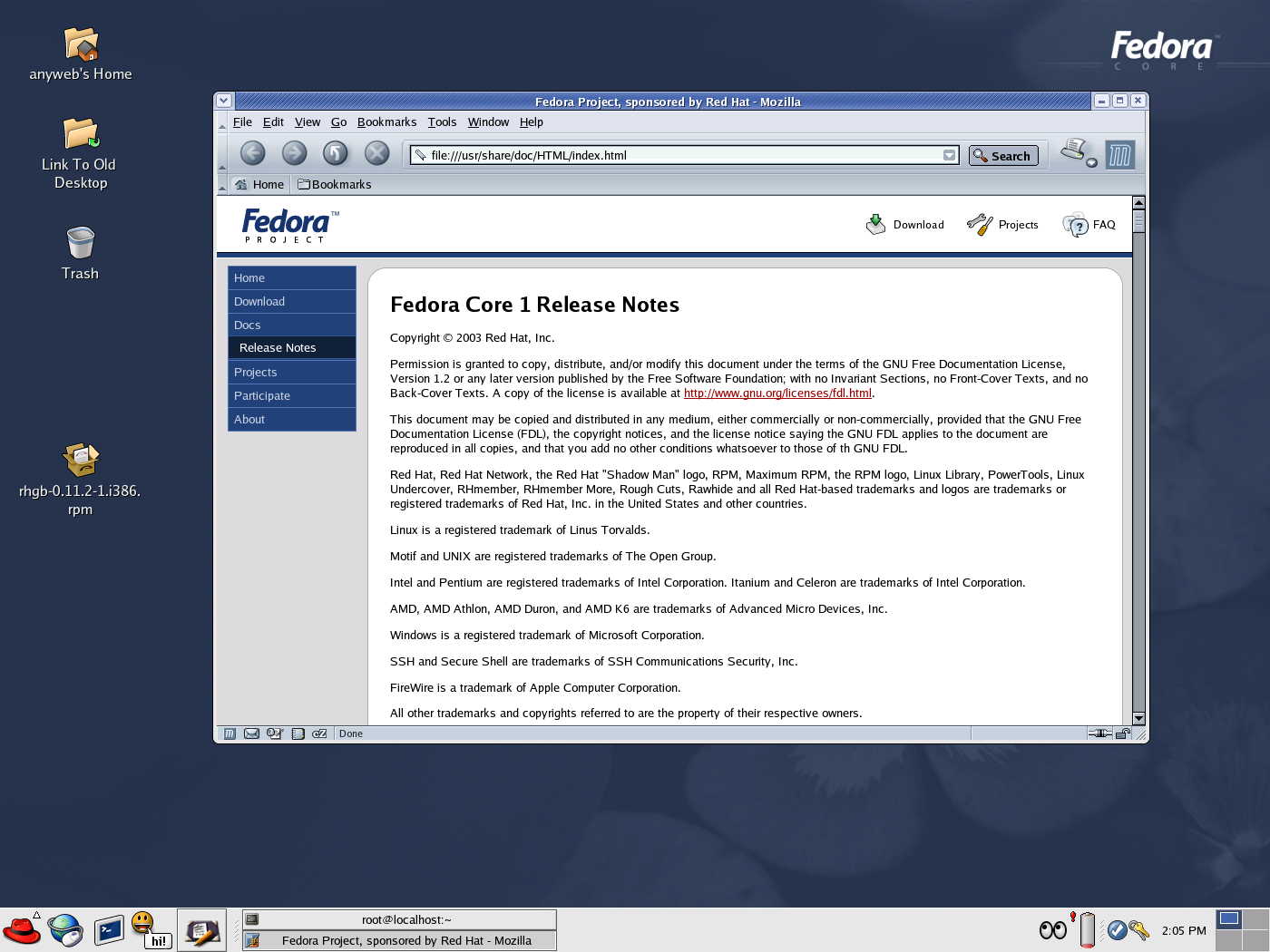
Desktop von Fedora Core 1 mit KDE 3.1.4 und Mozilla Browser 1.4.1

Am 22. September 2003 kündigte das Unternehmen Red Hat an, die eigene Consumer-Linux-Distribution zugunsten einer Verschmelzung mit dem fedora.us-Projekt aufzugeben und sie als Community-Projekt weiterzuführen. Red Hat brachte die Quellcodes von RHL und zahlreiche Arbeitskräfte in das neue gegründete Fedora-Projekt ein. fedora.us brachte eine funktionierende Online-Entwickler-Gemeinschaft mit in das Fedora-Projekt. Am 5. November 2003 veröffentlichte das Fedora-Projekt die erste stabile Version der neuen Distribution unter dem Namen Fedora Core, die zu jenem Zeitpunkt eine direkte Weiterentwicklung des alten Red Hat Linux 9 war.
Rechtlich heikle Softwareteile (Pakete), die aus den Arbeiten von fedora.us stammten, wurden aus den Fedora-Repositories entfernt. Die restlichen Teile der Distribution wurden in die Unterprojekte Fedora Core und Fedora Extra aufgeteilt. Fedora Core beinhaltete alle Pakete, die auch auf den downloadbaren Medien (ISO-Images) der ersten Fedora Core-Version enthalten waren. Fedora Extra beinhaltete Pakete die nicht in Fedora Core enthalten waren, aber die lizenzrechtlichen Richtlinien des Fedora-Projekts in gleichem Maße erfüllten wie die Pakete in Fedora Core. Das dritte Unterprojekt war Fedora Legacy. Es diente der Pflege von Fedora-Versionen, die mehr als zwei bis drei Monate zuvor von ihrer Nachfolger-Version abgelöst wurden. In Fedora Legacy wurden Updates nur durch die Eigeninitiative von einzelnen Entwicklern erstellt und getestet. Das Fedora-Projekt selbst stellte nur die Infrastruktur dafür bereit und lehnte jede Verantwortung für die Pakete selbst ab.

### Fedora Foundation
Im Jahr 2005 gründete Red Hat mit der Fedora Foundation eine unabhängige Stiftung, die für das Fedora-Projekt zuständig sein sollte. Ziel des Stiftungsvorhabens war es, mehr Entwickler zur Mitarbeit am Fedora-Projekt zu gewinnen, das weiterhin die Basis für Red Hat Enterprise Linux bleiben sollte. Red Hat wollte die Fedora Foundation aus diesem Grund finanziell und technisch unterstützen. Da das Steuerrecht eine Unterstützung einer solchen Stiftung seitens Red Hat nur in gewissen Grenzen erlaubt hätte, gab Red Hat im April 2006 bekannt, dass die Stiftung wieder aufgelöst werden solle. Stattdessen solle die Fedora Community verstärkt im Fedora Board eingebunden werden.

### AusFedora Corewird Fedora
Im November 2006 wurden größere Umstrukturierungen im Fedora-Projekt beschlossen: Die verschiedenen Repositories von Fedora Extra und Fedora Core wurden zusammengelegt. Fedora Legacy wurde ersatzlos eingestellt und auf den Namenszusatz Core wird ab der Version 7 verzichtet. Das zusammengelegte Repository wurde zwischenzeitlich auch Fedora Package Universe genannt. Im Mai 2008 gab Red Hat die Stimmenmehrheit im Fedora Board an die Fedora Community ab, die seither mit 5 von 9 Stimmen die Mehrheit besitzt.
Am 5. November 2013 feierte Fedora sein zehnjähriges Bestehen.

### Fedora.next
Im August 2013 wurden unter dem Namen Fedora.next tiefgreifende Umstrukturierungen des Fedora-Projekts begonnen. Dabei wurde unter anderem beschlossen, künftig in fünf sogenannten „Working groups“ zu arbeiten:
- Workstation: Der Fokus dieser „Working group“ liegt auf der Nutzung von Fedora auf Arbeitsplatzrechnern.
- Cloud:  Auf der Basis von Fedora soll ein Cloud-Computing-Betriebssystem geschaffen werden.
- Server: Das Ziel ist es, eine Basis für diverse Server-Anwendungen zu schaffen.
- Base:  Pflegt neben dem Kernel, die Frameworks und APIs die in allen Fedora-Varianten enthalten sind.
- Env and Stacks:  Diese „Working group“ kümmert sich z. B. um die Infrastruktur des Fedora-Projekts, das Packing oder die Lokalisierung.

Fedora 21 ist die erste Fedora-Version, die in der neuen Struktur entstanden ist. Sie enthält je einen Spin speziell für Workstations, Server und Cloud Computing. Daneben gibt es jedoch auch weiterhin Spins z. B. für KDE oder Xfce. Um die Umstrukturierungen ohne Zeitdruck umzusetzen zu können, wurde beschlossen, Fedora 21 nicht schon – wie üblich – ein halbes Jahr nach Fedora 20 zu veröffentlichen, sondern erst nach rund einem Jahr.

### Versionen
Schon Red Hat Linux hatte für seine jeweiligen Versionen spezielle Codenamen. Diese Tradition wurde weiter fortgesetzt. Eine Liste dieser Namen und was es mit ihnen auf sich hat, findet sich unter Fedora- und Red-Hat-Versionsnamen. Mit Fedora 20 endete diese Namenserie.

| Version                                                                                                  | Veröffentlichung  | Kernel  | Anmerkung | Codename          |
| --- | ----------------- | ------- | --- | ----------------- |
| 1 | 5. November 2003  | 2.4.19  | Erste Version, basierte direkt auf Red Hat Linux 9. | Yarrow            |
| 2 | 18. Mai 2004      | 2.6.4   | Anstelle des bis dahin üblichen XFree86 wurde wegen Lizenzänderung in Fedora Core 2 X.Org-Server als X-Server verwendet. Fedora Core 2 integrierte auch als eine der ersten Distributionen überhaupt das damals noch experimentelle SELinux. In Fedora Core 2 war SELinux nach der Installation noch deaktiviert. | Tettnang          |
| 3 | 8. November 2004  | 2.6.9   | In Fedora Core 3 wurde SELinux zum festen Bestandteil der Distribution und war nach einer Standard-Installation aktiviert. Daneben wurden die Unterstützung für indische Sprachen und die Remote-Funktionen auf der Basis von VPN verbessert. | Heidelberg        |
| 4 | 13. Juni 2005     | 2.6.12  | Die wichtigsten Neuerungen in Fedora Core 4 betrafen die Integration von Xen, GFS und Eclipse. Neu war zudem die Unterstützung der PowerPC-Architektur und OpenOffice.org war in der damals ganz frischen Version 2.0 enthalten. Für den Desktop wurde ein einheitliches Standard-Theme namens „Clearlook“ integriert. | Stentz            |
| 5 | 20. März 2006     | 2.6.16  | Nach neun Monaten Entwicklungszeit wurde die Fedora-Version veröffentlicht, die als erste das Fedora-Logo trug. Das Mono, welches die Entwicklung und das Ausführen von .Net-Framework-Anwendungen in Fedora erlaubt, wurde nach längeren Diskussionen um patentrechtliche Vorbehalte integriert. Die grafische Software-Verwaltung mit Pirut und Pup wurde integriert, um die Paketverwaltung für Anfänger zu vereinfachen. Der NetworkManager konnte nun selbständig WLANs erkennen und wechseln. Für die Installation von Fedora Core 5 waren fünf Installations-CD-ROMs notwendig. | Bordeaux          |
| 6 | 24. Oktober 2006  | 2.6.18  | Neu an Fedora Core 6 waren ein grafisches Verwaltungsprogramm für SELinux und eine komplett neu entwickelte grafische Druckerverwaltung, die Drucker im Plug-and-Play-Verfahren (ohne Zutun des Benutzers) verfügbar machen konnte. Die Fenstermanager Compiz und AIGLX erlauben grafische 3D-Effekte. | Zod               |
| 7 | 31. Mai 2007      | 2.6.21  | Neben dem Verzicht auf den Namensteil Core waren die erstmals erhältlichen Live-Medien und Spins die bedeutendste Neuerung. KVM wurde neu integriert und es gab in der PowerPC-Variante Unterstützung für die PlayStation-3-Hardware. Verschiedene Verbesserungen betrafen die Energieeffizienz durch die Unterstützung von damals neuen Sleep-Modes der Prozessoren. | Moonshine         |
| 8 | 8. November 2007  | 2.6.23  | In Fedora 8 wurden die neue Java-Plattform IcedTea und PulseAudio, das den ESD-Daemon ablöste, integriert. KVM verdrängte Xen an die zweite Stelle. Mit Hilfe des Programms Codeina wurden die Codecs zum Abspielen von MP3- und anderen MPEG-Dateien aus Drittquellen einfacher nachinstallierbar. Ein neues grafisches Tool für die Firewall-Konfiguration sowie die PowerPC-64-Bit-Unterstützung kamen ebenfalls hinzu. | Werewolf          |
| 9 | 13. Mai 2008      | 2.6.25  | Um den Systemstart kümmerte sich ab Fedora 9 anstelle von SysVinit nun Upstart. Neben den x86-, AMD64- und PowerPC-Varianten, war eine für IA-64, SPARC (32 und 64 Bit) verfügbar. Neu war, dass die Größe von Partitionen während der Installation verändert und Filesysteme schon während der Installation verschlüsselt werden konnten. Ebenfalls neu war die Einführung von ext4. Einen großen Schritt vollzog die Desktopumgebung KDE: durch das Update von Version 3 auf 4 erschien sie in völlig neuem Gewand. | Sulphur           |
| 10 | 25. November 2008 | 2.6.27  | In Fedora 10 wurde KMS in den Kernel integriert, was zur Automatisierung der Bildschirmkonfiguration führte. Die grafische Oberfläche der Paketverwaltung wurde durch das plattformübergreifende, ebenfalls gefischte Tool, PackageKit ersetzt. Live-Medien funktionierten nun auch auf USB-Sticks und optisch sehr auffällig an Fedora 10 war die Neuentwicklung des Programms Plymouth, das für die grafischen Darstellungen während des Bootvorgangs verantwortlich war. Der NetworkManager bot erstmals die Möglichkeit sogenannte Ad-hoc-Netzwerke aufzubauen. | Cambridge         |
| 11 | 9. Juni 2009      | 2.6.29  | Stark optimiert wurde die Bootzeit von Fedora 11, mit dem Ziel auf jeder damals halbwegs aktuellen Hardware innerhalb von 20 Sekunden zu booten. Mit Fedora 11 wurde erstmals die s390x-Plattform unterstützt. Der freie nouveau-Grafiktreiber wurde neu in die Distribution aufgenommen und ext4 löste ext3 als Standarddateisystem ab. Die KMS-Unterstützung funktionierte nun auch mit chipsatz-integrierten Grafikprozessoren von Intel. Um die Sicherheit des Systems zu erhöhen wurde systemweit die Verwendung von NX-Bits eingeführt. | Leonidas          |
| 12 | 17. November 2009 | 2.6.31  | Erstmals war es möglich, das noch experimentelle Btrfs zu nutzen. Die Hardwareunterstützung für i586 wurde gekappt, womit Fedora mindestens einen i686-fähigen Prozessor voraussetzt. Das YUM-Plugin Presto ermöglichte es, Delta-RPM-Pakete zu installieren, was die Geschwindigkeit für das Einspielen von Patches stark erhöhen soll. Die für Netbooks angepasste Desktopumgebung Moblin wurde in den Software-Repository von Fedora 12 aufgenommen. Der neue Audio-Mixer behob die Probleme, die in vorangegangenen Fedora-Versionen mit der Steuerung von PulseAudio bestanden hatten. Neu war auch das von Red Hat entwickelte Automated Bug-Reporting Tool (ABRT), das es den Benutzern ermöglicht, Fehlermeldungen und Probleme bei SELinux automatisch den Entwickeln zu melden. | Constantine       |
| 13 | 25. Mai 2010      | 2.6.33  | Neben diversen Detailverbesserungen und Updates, war erstmals eine Fedora-Variante für die ARM-Plattform verfügbar. Ab Fedora 13 ist es PackageKit möglich, automatisiert Audio- und Video-Codecs aus Drittquellen sowie Druckertreiber zu installieren. Der Sugar on a Stick genannte Spin nutzt die auf Schüler ausgerichtete Desktopumgebung Sugar, des OLPC-XO-1-Projekts. | Goddard           |
| 14 | 2. November 2010  | 2.6.35  | Die auf KVM aufbauende Remote-Technologie SPICE wurde in Fedora 14 integriert. Ein Spin für Amazons Public-Cloud-Service EC2 war mit der Veröffentlichung von Fedora 14 verfügbar. | Laughlin          |
| 15 | 24. Mai 2011      | 2.6.38  | In Fedora 15 wurde die Desktopumgebung Gnome von der Version 2 auf 3 gehoben, wodurch sich das Aussehen des Fedora Standard-Desktops radikal veränderte. systemd ersetzte Upstart und überwachte den Systemstart und Daemons. Der Nebeneffekt von systemd ist eine deutlich kürzere Bootzeit. Das System-Verzeichnis /var/run wurde nach /run verschoben, damit es früher im Bootprozess verfügbar ist. Oracle OpenOffice wurde durch LibreOffice ersetzt. | Lovelock          |
| 16 | 8. November 2011  | 3.1     | Der bestehende Bootloader wurde durch GRUB2 ersetzt wodurch das Booten auf einem UEFI-System möglich wurde. Die Desktopumgebungen LXDE und Xfce erhalten in Fedora 16 erstmals eigene Live-Medien. Die einst entfernten Administrations-Werkzeuge für Xen wurden wieder hinzugefügt. Neben dem Condor-Cloud-Server wurden diverses andere Anwendungen und Tools um Cloud-Computing-Funktionen erweitert. | Verne             |
| 17 | 29. Mai 2012      | 3.3.4   | Als erste Linux-Distribution schaffte die Fedora Version 17 die System-Verzeichnisse /lib, /lib64, /bin und /sbin ab und verschob deren Inhalte nach /usr/*. Dadurch soll es unter anderem einfacher werden, einen Snapshot des Systems zu erstellen. Diese nicht dem FHS entsprechende Änderung am Filesystem, haben inzwischen zahlreiche andere Linux-Distributionen nachvollzogen. Die damals neue libvirt-sandbox vereinfachte das Sandboxing von einzelnen Anwendungen. ConsoleKit wurde durch den systemd-logind abgelöst, der sich seither um die Benutzer-Managend auf einer Fedora-Installation kümmert. | Beefy Miracle     |
| 18 | 15. Januar 2013   | 3.6.0   | Die größte Neuerung an Fedora 18 war der komplett neu gestaltete Installer Anaconda. Fedora 18 unterstützte nun Secure Boot und für die Desktopumgebungen MATE und Cinnamon gab es nun ein Live-Medium. Das damals neue Tool FedUp vereinfachte den Versionswechsel. Durch Samba 4 wurde Fedora befähigt Windows-Server als Domain-Controller vollständig zu ersetzen. Für die Netzwerksicherheit wurde neu der firewalld-Daemon zuständig, der eine dynamische Firewall-Konfiguration (Stateful Packet Inspection) verwalten kann. PackageKit kann nun auch bestimmte Update-Pakete zwischenspeichern und während des nächsten Systemstarts installieren, was Konflikte im laufenden System vermindern soll.                                                                             | Spherical Cow     |
| 19 | 2. Juli 2013      | 3.9.0   | Um die Benennung von Netzwerkkarten kümmert sich ab Version 19 systemd. Auch die Funktionen des Cron-Daemons konnte systemd nun ersetzen. Das Programm Firstboot wurde durch verschiedene neu geschriebene Anaconda-Module ersetzt. Erstmals wurde die ARM-Variante gleichzeitig mit der x86- und AMD64-Variante freigegeben. Die PowerPC und System-z-Varianten folgten wie üblich einige Wochen danach. | Schrödinger’s Cat |
| 20 | 17. Dezember 2013 | 3.11.10 | Ersatz von Rsyslog durch die Journal-Funktion systemd und der ersatzlose Verzicht auf Sendmail. Die für geringen Ressourcen-Verbrauch optimierte Benutzeroberfläche Enlightenment 0.17 (E17) wird auch erstmals in Fedora enthalten sein. | Heisenbug         |
| 21 | 9. Dezember 2014  | 3.17.4  | Fedora 21 ist die erste Fedora-Version, die in nach den Fedora.next genannten, neu geschaffen Strukturen entstanden ist. Sie verfügt je über einen Flavor für Workstations, Server und Cloud Computing. Daneben gibt es jedoch auch weiterhin Spins z. B. für KDE oder Xfce. Fedora 21 ist auch die erste Version die keinen Codename besitzt. | keinen            |
| 22 | 26. Mai 2015      | 4.0.4   | Umstellung auf Plasma 5 beim KDE-Spin, neuer LXQt-Spin, Umstellung des Paketmanagers von YUM auf DNF, XFS ist nun das Standard-Dateisystem in der Serveredition. | keinen            |
| 23 | 3. November 2015  | 4.2.3   | Unterstützung von Google Drive unter Gnome. Quelloffene Radeon-Grafiktreiber setzen auf OpenGL 4.1. Upgrades der Distribution werden nun über ein Plug-in vom Standard-Paketmanager DNF abgewickelt. Firmware- oder BIOS-Updates werden jetzt genauso wie normale Programm-Updates angeboten. KDE wird in Version 5.4 eingesetzt. Neuer Spin mit Cinnamon in Version 2.6. Python 3 ersetzt Python 2. Weitere Sicherheitsverbesserungen, unter anderem durch Abschaltung von SSL 3.0 und RC 4 in den Bibliotheken GnuTLS und OpenSSL. | keinen            |
| 24 | 21. Juni 2016     | 4.5     | Dank der Gnome-Version 3.20 können nun auch mittels einer graphischen Anwendung Versionsupdates vorgenommen werden, Unterstützung von Flatpak-Paketen, der Standardcompiler ist der GCC 6, sowie weitere Softwareaktualisierungen. | keinen            |
| 25 | 22. November 2016 | 4.8.6   | Wayland ist als Standard gesetzt, Unterstützung für Flatpak, Gnome 3.22, Unterstützung für das Anhören von MP3-Dateien, Unterstützung für Hybridgrafikkarten. | keinen            |
| 26 | 11. Juli 2017     | 4.11.8  | Gnome 3.24, Gnome hat nun einen Nachtmodus, Neues Programm für die Partitionierung der Datenträger in Anaconda eingebaut, LXQt wird ab dieser Version als offizielle Bedienoberfläche unterstützt, Einführung des MP3-Encoders, da die Patente darauf ausgelaufen sind und Fedora auf Software mit Patenten prinzipiell verzichtet, Verzicht auf X11-Synaptics-Treiber, als Ersatz wird die Eingabebibliothek Libinput verwendet. | keinen            |
| 27 | 14. November 2017 | 4.13.11 | Gnome 3.26, verbesserte Unterstützung für ARM64-Boards wie Raspberry Pi 3 oder Pine 64. Unterstützung von S3TC, welches von vielen Spielen benötigt wird. Systemsteuerung wurde umstrukturiert. | keinen            |
| 28 | 1. Mai 2018       | 4.16.3  | Gnome 3.28, erstmalige Unterstützung von Thunderbolt-3-Sicherheitsleveln. Fedora legt bei der Installation kein /root-Verzeichnis mehr an. Root-Rechte erlangt man wie bisher durch Befehl sudo oder su -. Akkuverbrauch bei Netbooks wurde weiter reduziert. Auf Intel Mobile-Chipsätzen wird das Aggressive Link Power Management bei SATA-Datenträgern standardmäßig verwendet. Dadurch werden rund 1,5 Watt eingespart. Vereinfachte Benutzung von VirtualBox durch Installation von VirtualBox Guest Additions, welche die passenden Grafikkartentreiber und Kernel haben. | keinen            |
| 29 | 30. Oktober 2018  | 4.18.16 | | keinen            |
| 30 | 29. April 2019    | 5.0.9   | | keinen            |
| 31 | 29. Oktober 2019  | 5.3     | Gnome 3.34, schnellere Paketinstallationen, statt Docker wird nun das Drop-in-Replacement Podman als Alternative mitgeliefert. Einsatz von Cgroups in der 2. Version, damit Prozessorzeit, Arbeitsspeicherverbrauch oder Anzahl der I/O-Operationen limitiert und dadurch die Prozesse (und somit auch Container oder VMs) abgesetzt werden. Außerdem ist es die erste Version, bei der es keine Variante mehr für 32-Bit-x86-Hardware gibt. Allerdings können 32-Bit-Anwendungen von Drittquellen nach wie vor ausgeführt werden, denn die dafür notwendigen 32-Bit-Bibliotheken stehen weiterhin zur Verfügung. | keinen            |
| 32 | 28. April 2020    | 5.6.6   | Gnome 3.36, das System soll künftig durch EarlyOOM besser mit Situationen klarkommen. Dabei wird die Speicherbelegung kontrolliert. Wird das RAM knapp und muss das System auf den Swap-Speicher zurückgreifen, beendet das neue Feature entsprechende Prozesse und verhindert so ein Einfrieren des Systems. Außerdem wurde die Performance der SSD durch die voreingestellte Aktivierung von fs.trim verbessert. | keinen            |
| 33 | 28. Oktober 2020  | 5.8.15  | Gnome 3.38, Btrfs hat Ext4 als Standarddateisystem abgelöst. Fedora setzt im Auslagerungsbereich auf zRAM. | keinen            |
| 34 | 27. April 2021    | 5.11.12 | Gnome 40 | keinen            |
| 35 | 26. Oktober 2021  | 5.14    | Gnome 41 | keinen            |
| 36 | 10. Mai 2022      | 5.17.5  | Gnome 42 | keinen            |
| 37 | 15. November 2022 | 6.0.8   | Gnome 43 | keinen            |
| 38 | 18. April 2023    | 6.2.9   | Gnome 44 | keinen            |
| 39 | 7. November 2023  | 6.5.1   | Gnome 45 | keinen            |
| 40 | 23. April 2024    | 6.8.5   | Gnome 46, KDE Plasma 6, DNF5, Delta RPMs entfernt, Anaconda WebUI Installer, Ostree Native Container unterstützt. | keinen            |
| 41 | 29. Oktober 2024  | 6.11.5  | Gnome 47, X11-Pakete von den Installations-Medien entfernt, Python 2.7 entfernt. | keinen            |
| 42 | 15. April 2025    | 6.14.0  | Gnome 48, KDE Plasma 6.3, Integration von x86 und x86 64 Emulation auf ARM-Geräten durch FEX. | Adams             |
| 43 | November 2025     |         | | keinen            |
| Ältere Version; nicht mehr unterstütztÄltere Version; noch unterstütztAktuelle VersionZukünftige Version |                   |         | |                   |

In regelmäßigen Abständen entwickelt das Unternehmen Red Hat, mit meist nur geringfügigen Änderungen, aus einer Fedora-Version das Produkt Red Hat Enterprise Linux, (RHEL) dessen Versionen im Gegensatz zu Fedora sehr lange gepflegt werden:

#### Entwicklungs-Versionen
Die Entwicklungsarbeiten für Fedora finden an einer Distribution mit dem Namen Rawhide (engl.: Rohleder) statt. In diese Distribution werden alle Neuerungen für die gerade in Entwicklung befindliche Fedora-Version eingearbeitet und von den Entwicklern getestet. Nähert sich der Entwicklungs-Zyklus dem ersten Alpha-Release, einer kommenden Fedora-Version, wird von der Rawhide ein Branched (engl.: verzweigt) genannter Zweig abgeleitet, über die Alpha- und Beta-Releases-Phase stabilisiert und dann mit dem Final Release abgeschlossen. Das Branched trägt bereits die Versions-Nummer der kommenden Fedora-Version. Parallel zu Branched wird Rawhide für die übernächste Fedora-Version weiterentwickelt.
Die Rawhide kennt – im Gegensatz zum Branched – keine Versionen, sondern nur tägliche Rolling Releases. Täglich erstellt ein Dienst auf einem Server des Fedora-Projekts, aus dem Quellcode der Rawhide und dem Branched, ein installierbares ISO-Abbild. Da diese Nightly live builds genannten Releases den gerade vorhandenen Entwicklungsstand abbilden, ist mit Instabilitäten zu rechnen. Auch Datenverluste oder die Beschädigung von Hardware können nicht ausgeschlossen werden, weshalb die Nightly live builds ausschließlich für erfahrene Nutzer geeignet sind. Nicht allzu selten kommt es auch vor, dass kein Nightly live build erstellt werden kann, weil zeitweilige Inkonsistenzen in der Rawhide dies unmöglich machen.
Für Entwickler von nicht in der Distribution enthaltener Software und Personen, die sich informieren möchten, sind die Nightly live builds der Rawhide und Branched die einfachste Möglichkeit, um vor einem Alpha-Release oder zwischen Alpha- und Beta-Releases die zukünftige Fedora zu testen und nutzen.
Die integrierten BTRFS-Snapshots und das rpm-ostree System der immutablen Varianten erleichtern das Testen von instabilen Versionen.

## Abstammung und Derivate
Fedora Core 1 basierte auf Red Hat Linux 9 (RHL) und stammte damit von diesem ab. Red Hat Linux selbst ist vollständig in Fedora Core aufgegangen und wird nicht mehr selbständig weiterentwickelt. Stattdessen vertreibt das Unternehmen Red Hat das Produkt Red Hat Enterprise Linux (RHEL), das in seinen ersten Versionen auf Red Hat Linux und bei aktuellen Versionen auf Fedora aufbaut.
Es gibt eine ganze Reihe von Linux-Distributionen, die auf Fedora aufbauen oder noch von der Red-Hat-Distribution abstammen.

## Kritik
- Kritisiert wird der „Zwang zum Update“ nach spätestens 13 Monaten und die zu häufigen Updates. Dies garantiert zwar jederzeit sehr aktuelle Software, bringt aber auch viele Änderungen mit sich und der langfristige Support fehlt. Dem mag entgegenhalten werden, dass RHEL oder CentOS dies bieten[7]. Auch ist die Migration auf die jeweils aktuelle Hauptversion unkompliziert.

## Fedora Galerie
Jede Fedora-Version wird passend zum Codename grafisch gestaltet:

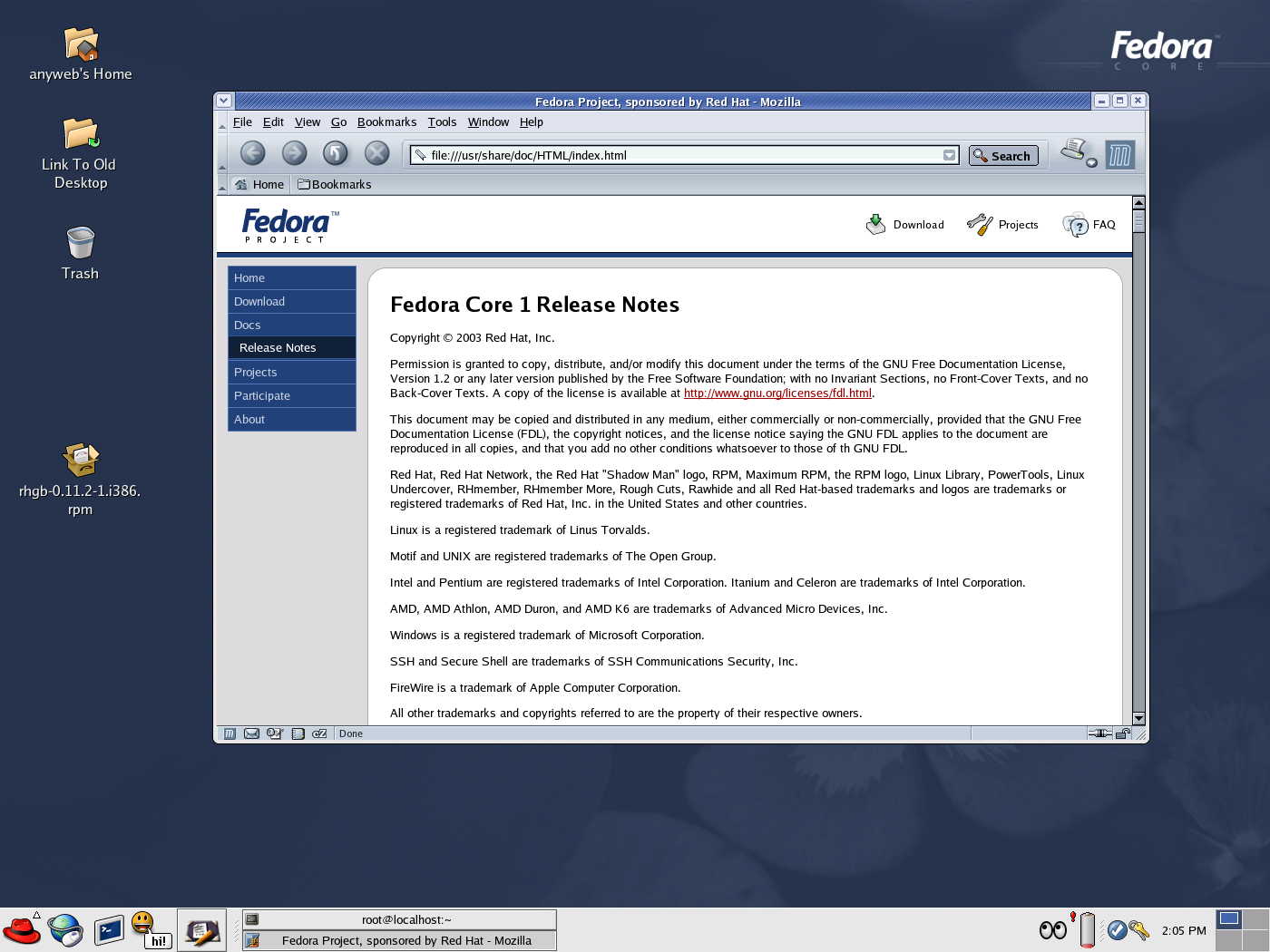
Fedora Core 1 (Yarrow)
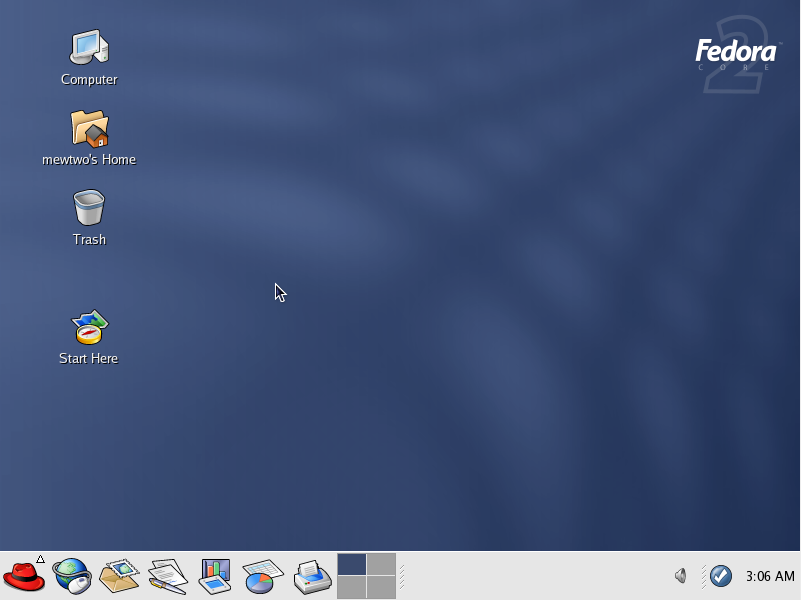
Fedora Core 2 (Tettnang)
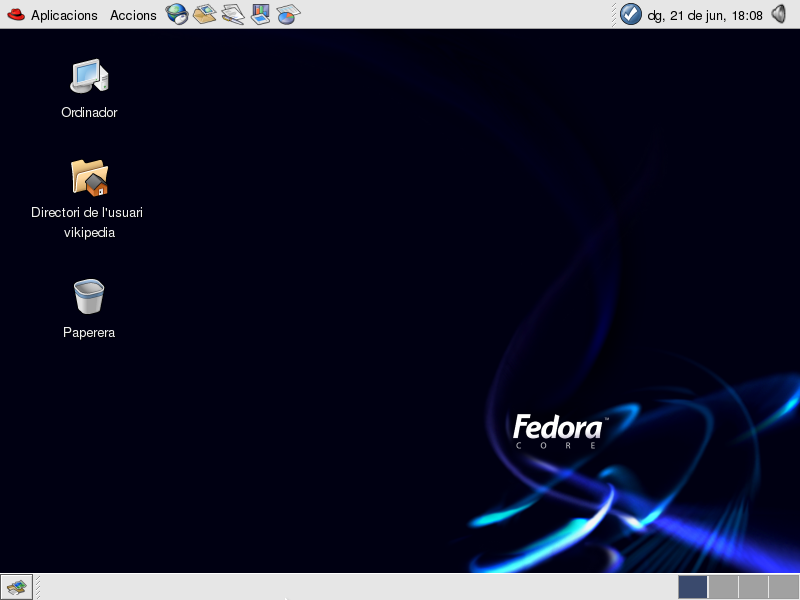
Fedora Core 3 (Heidelberg)
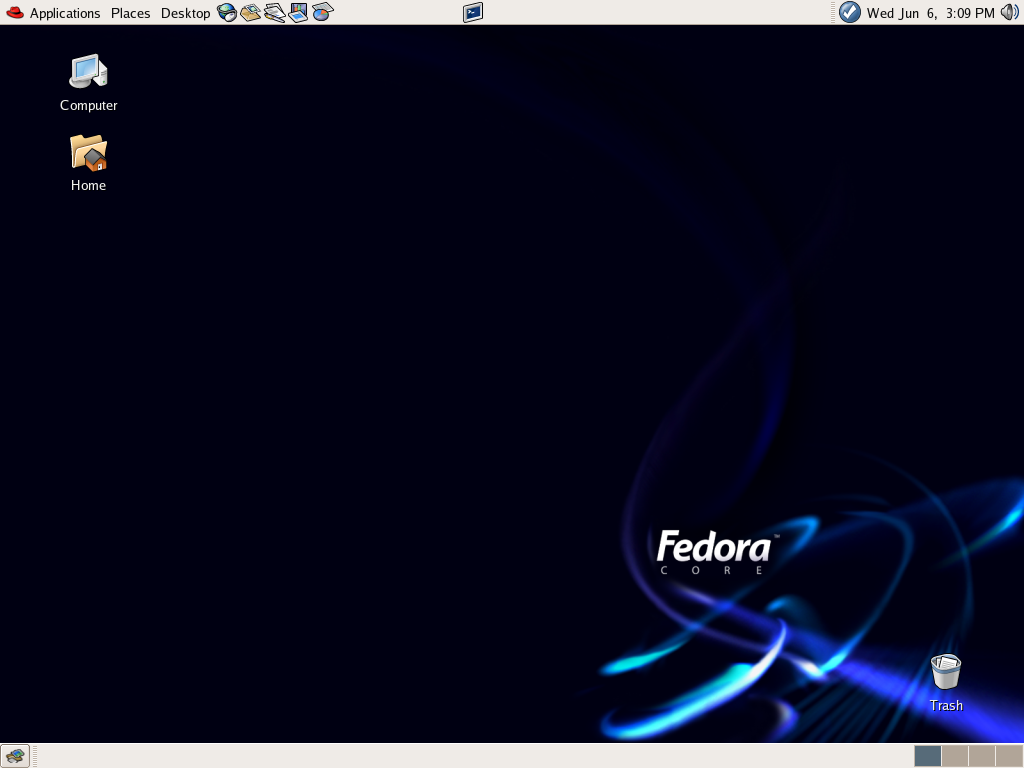
Fedora Core 4 (Stentz)
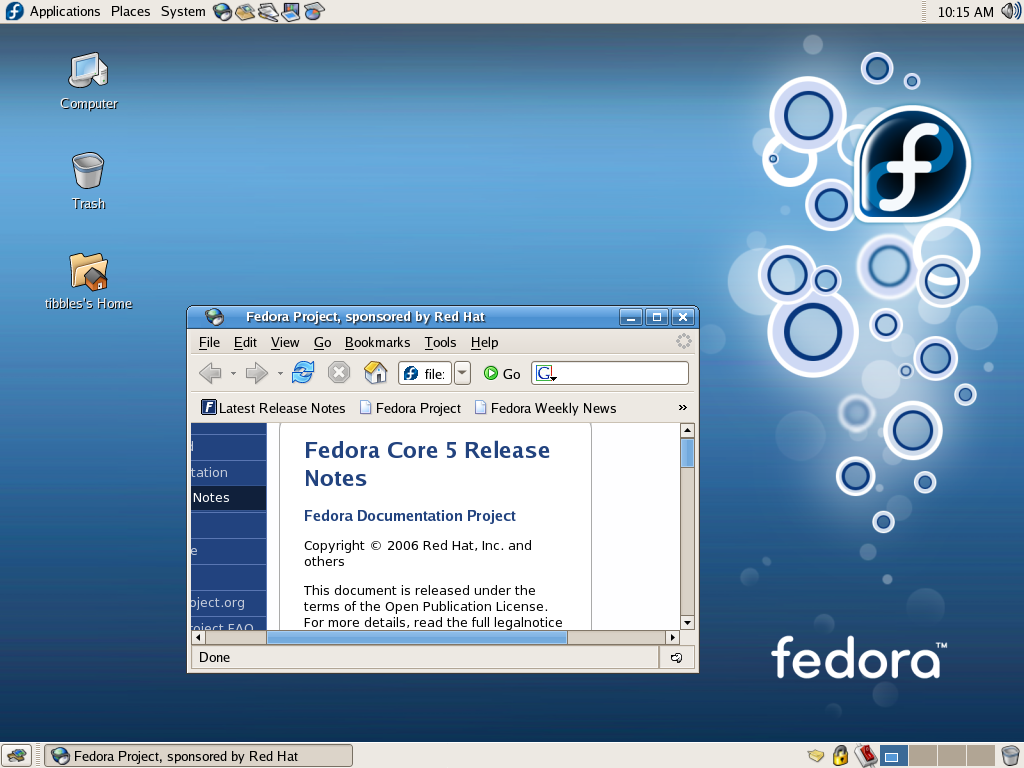
Fedora Core 5 (Bordeaux)
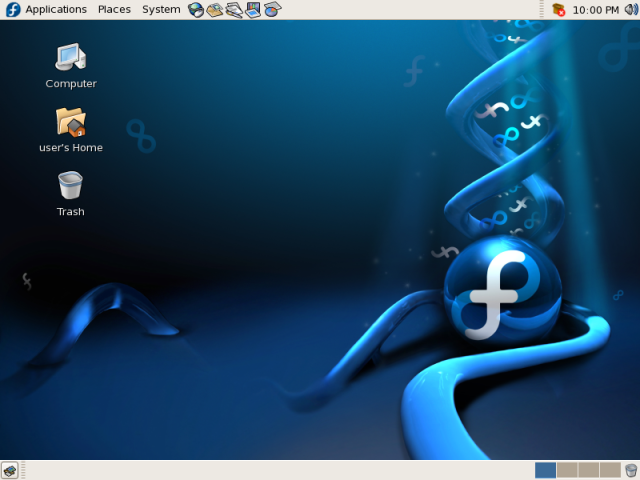
Fedora Core 6 (Zod)
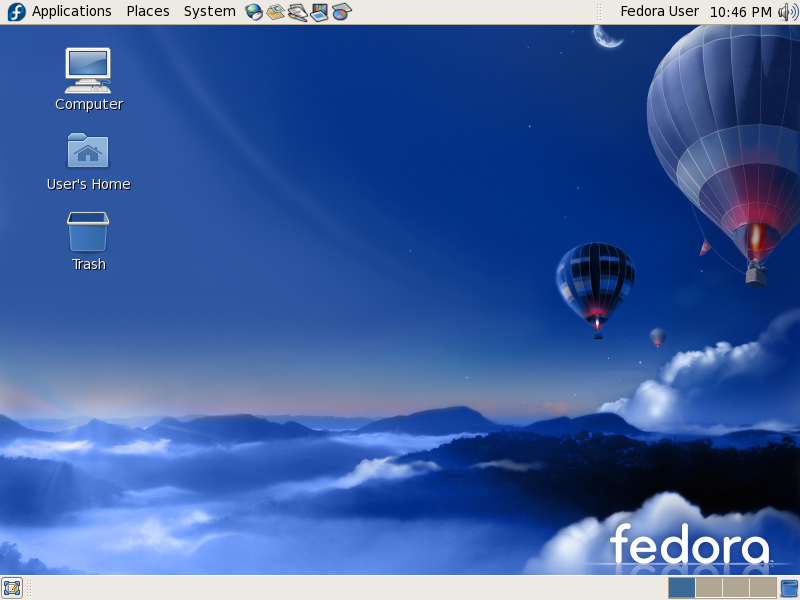
Fedora 7 (Moonshine)
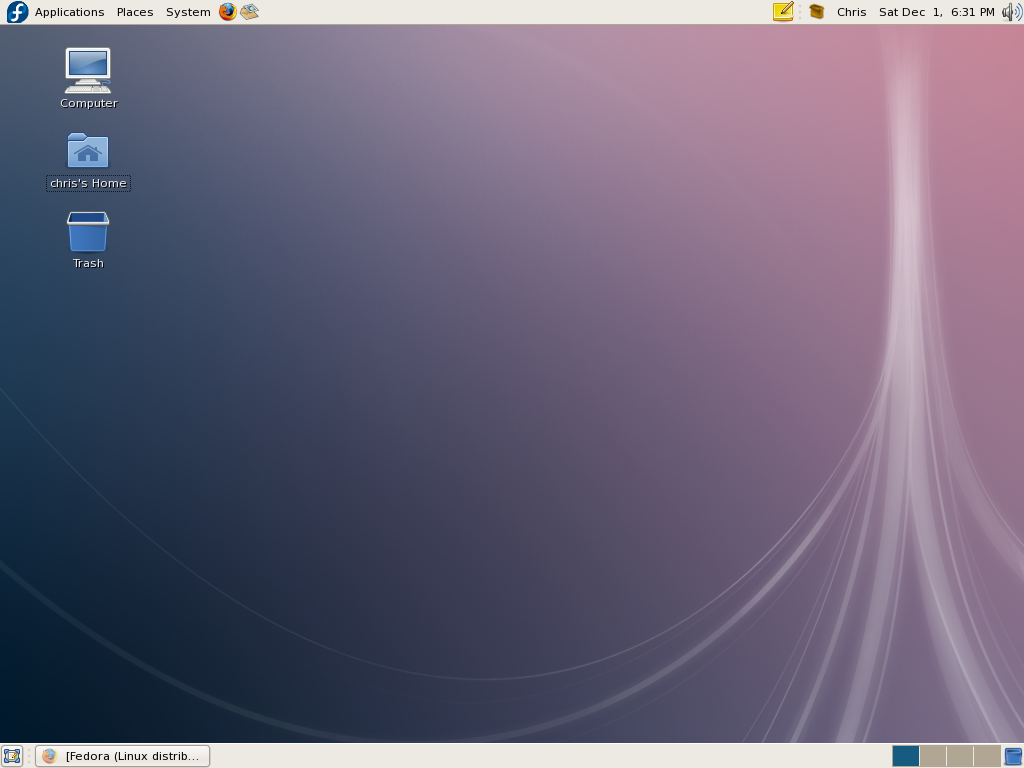
Fedora 8 (Werewolf)
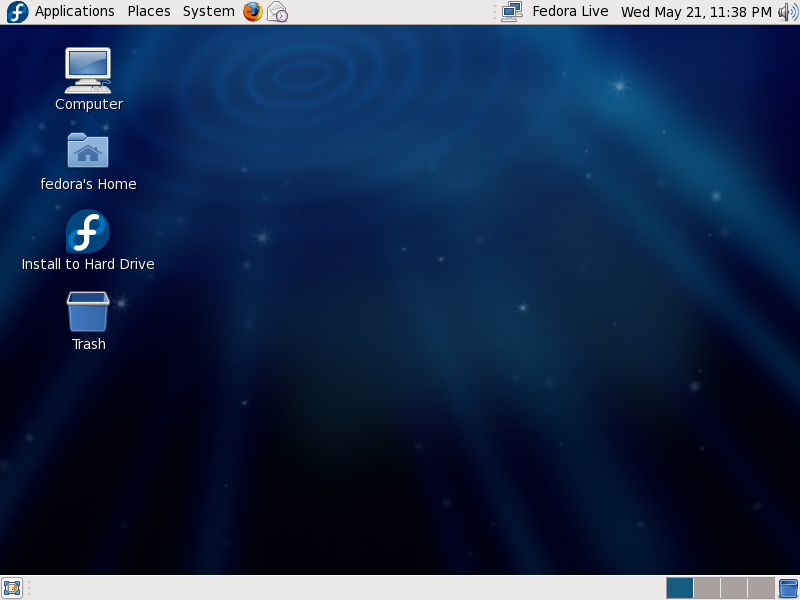
Fedora 9 (Sulphur)
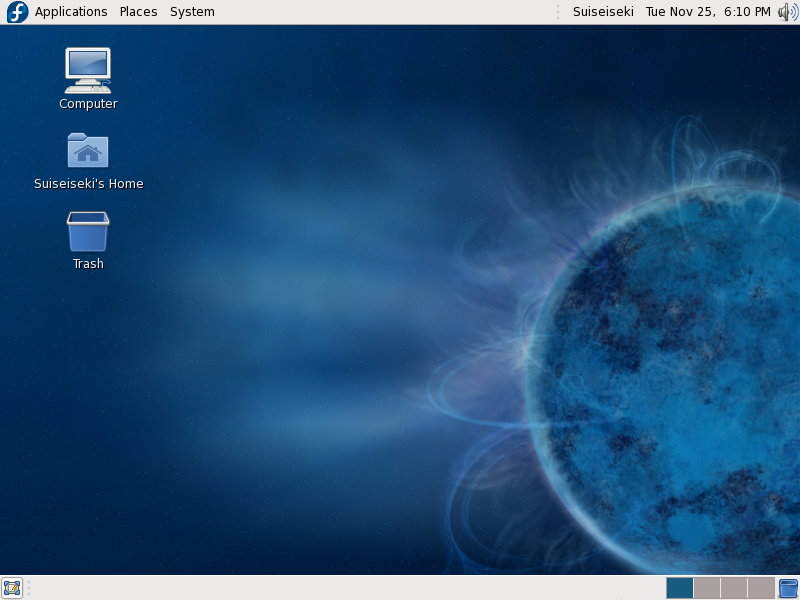
Fedora 10 (Cambridge)
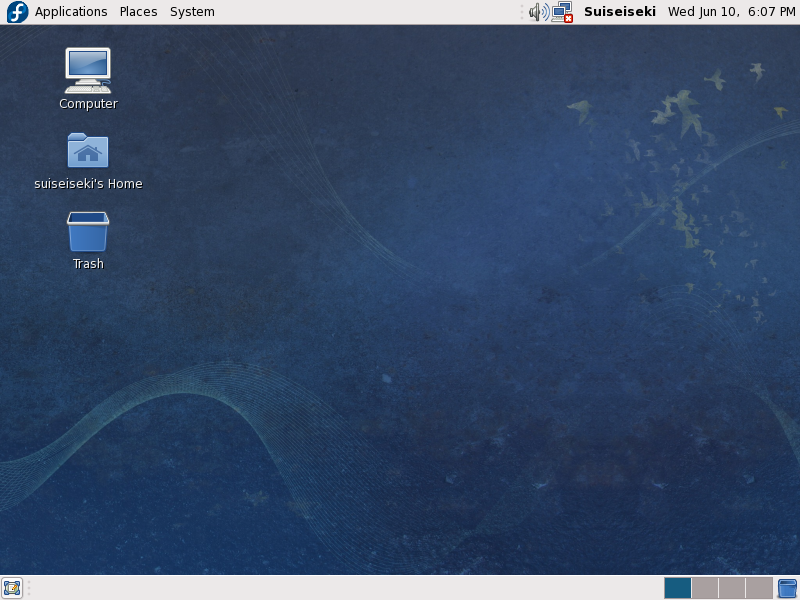
Fedora 11 (Leonidas)
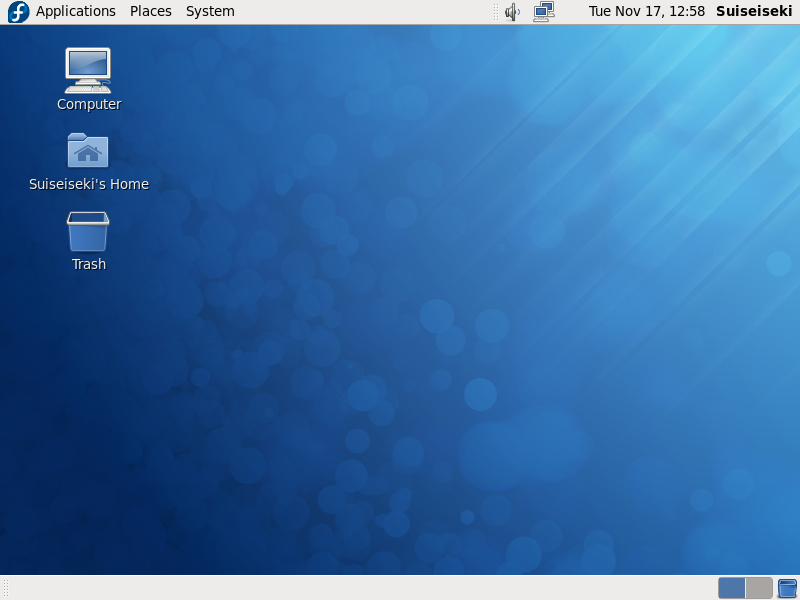
Fedora 12 (Constantine)
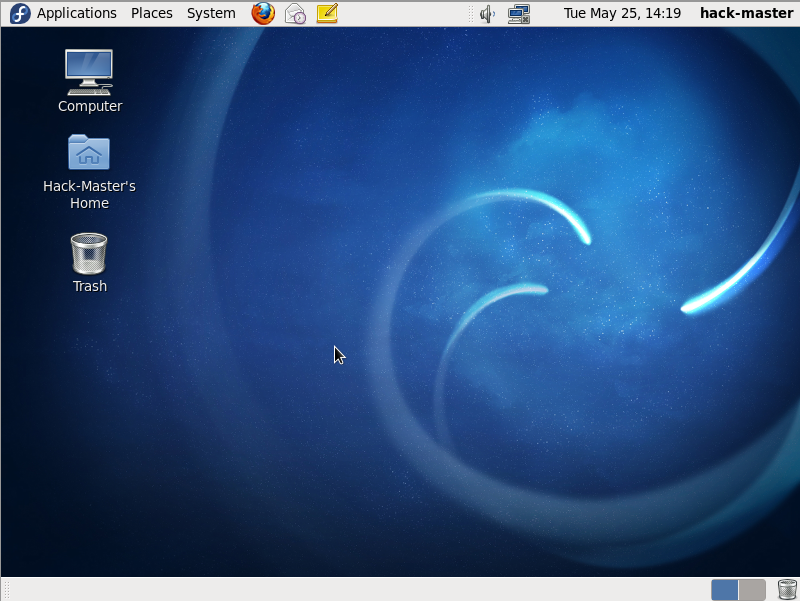
Fedora 13 (Goddard)
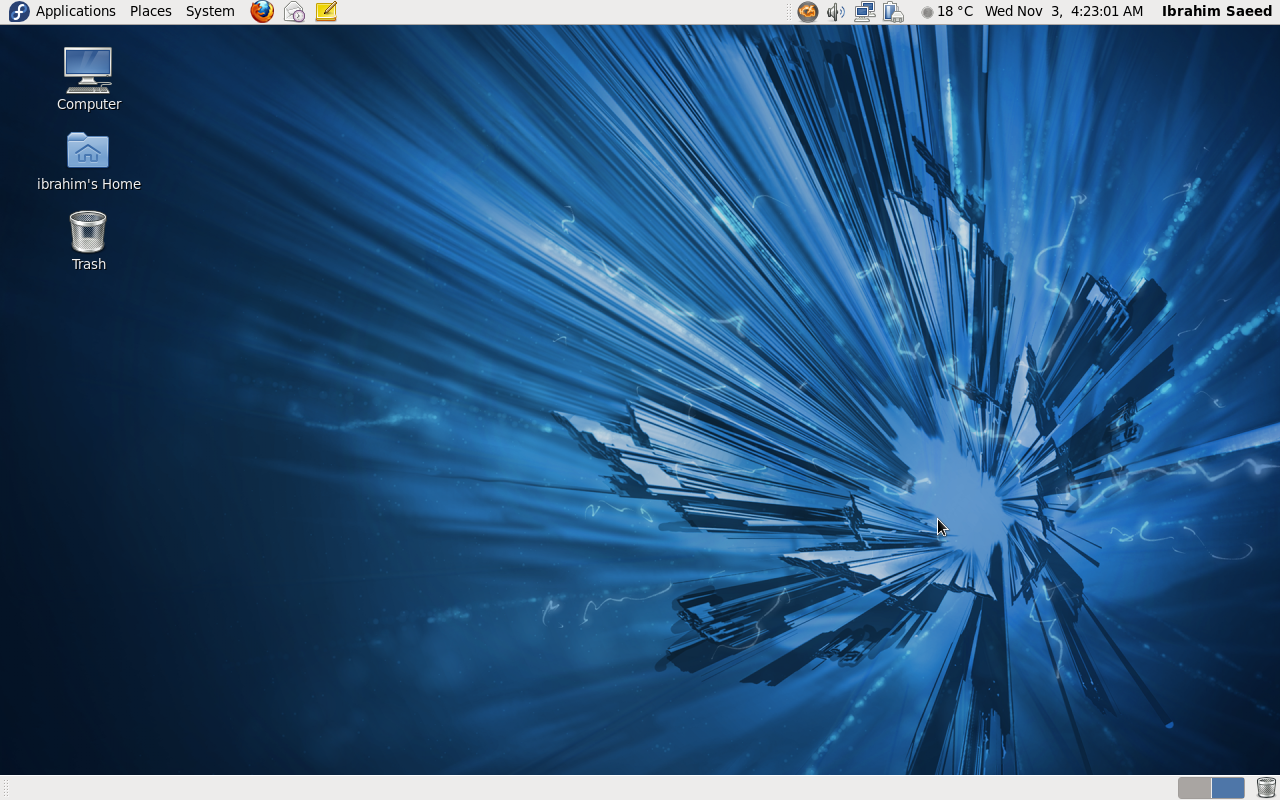
Fedora 14 (Laughlin)
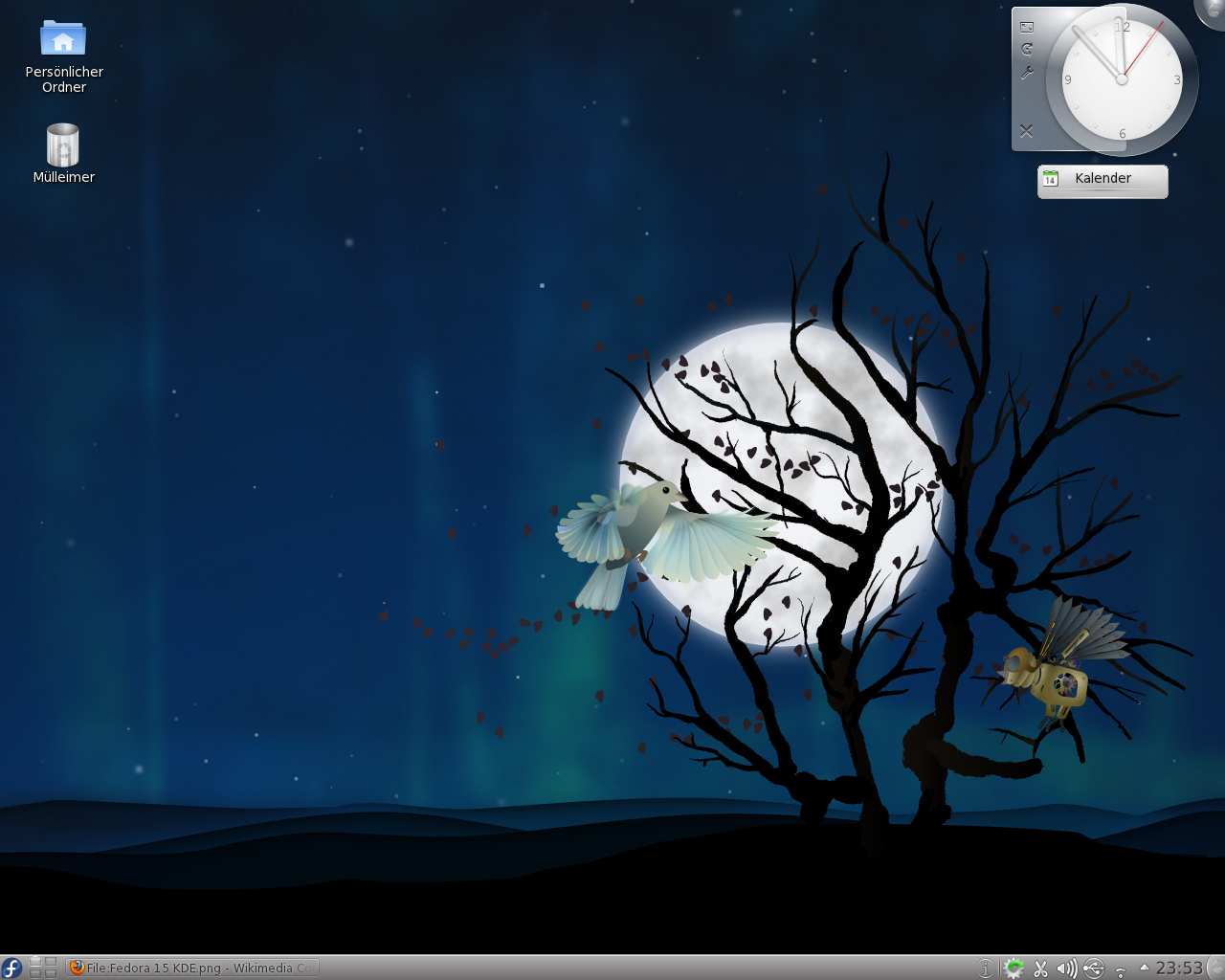
Fedora 15 mit KDE (Lovelock)
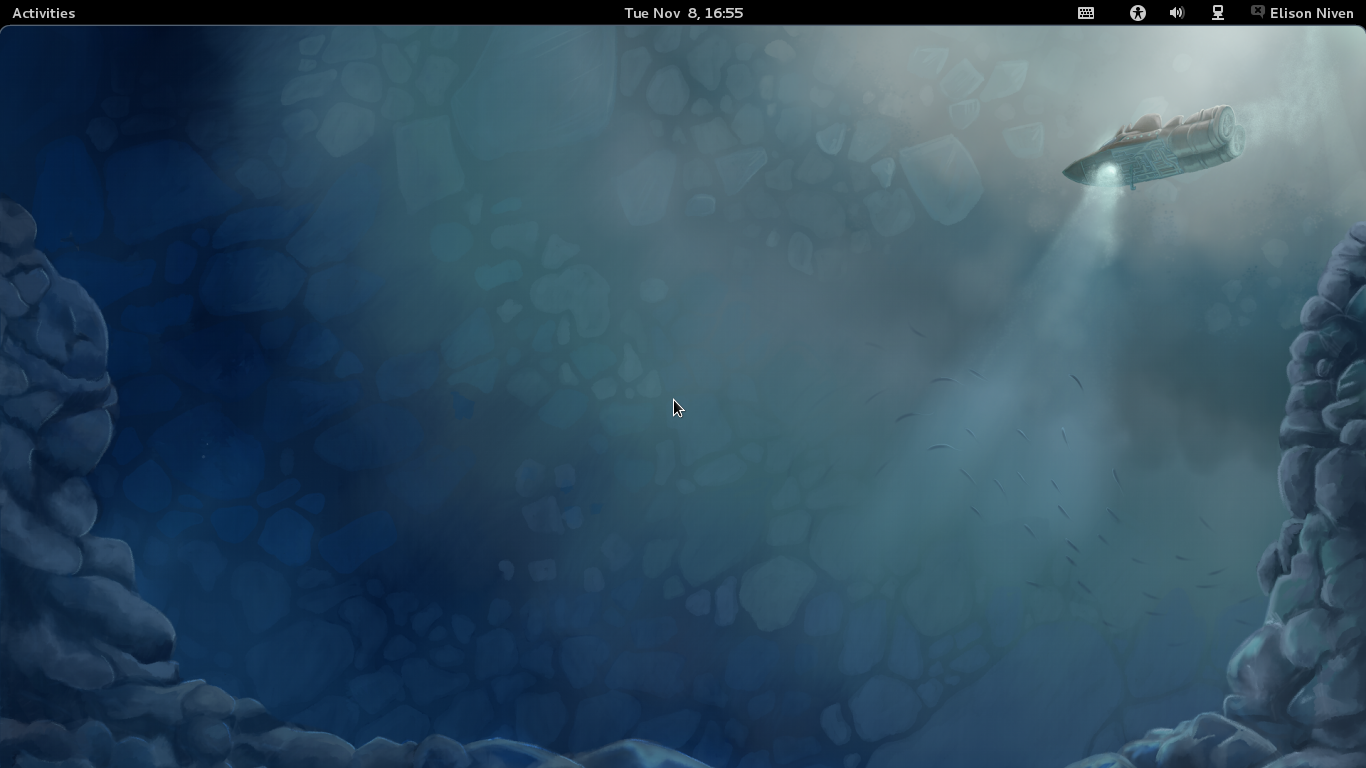
Fedora 16 (Verne)
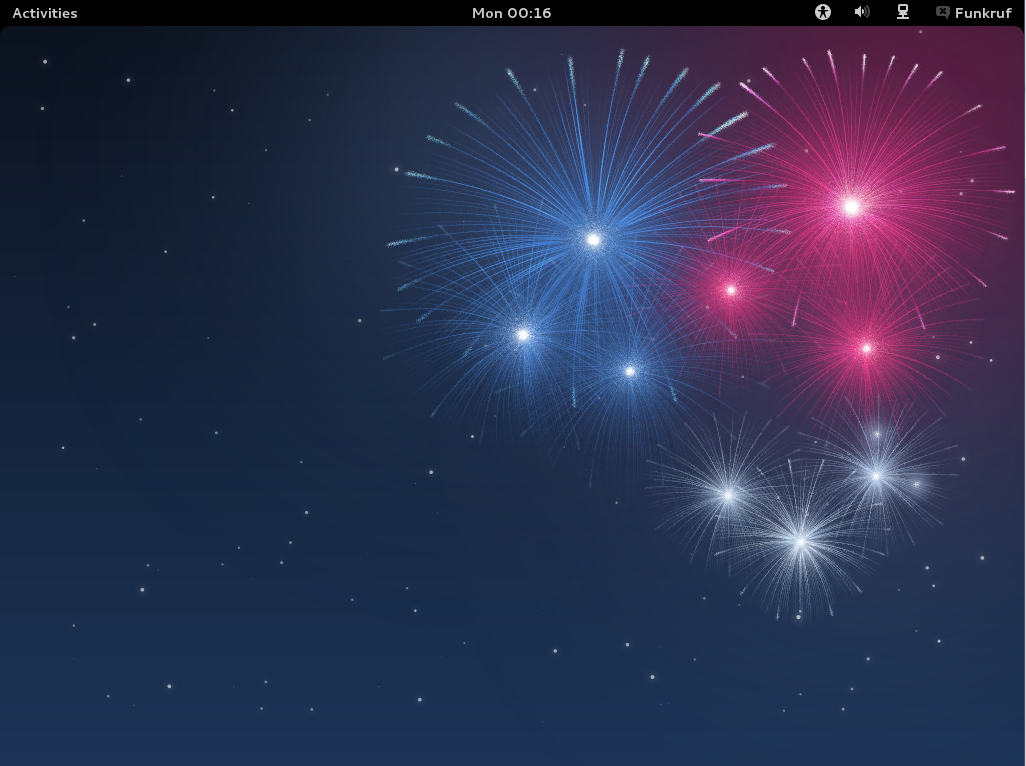
Fedora 17 (Beefy Miracle)
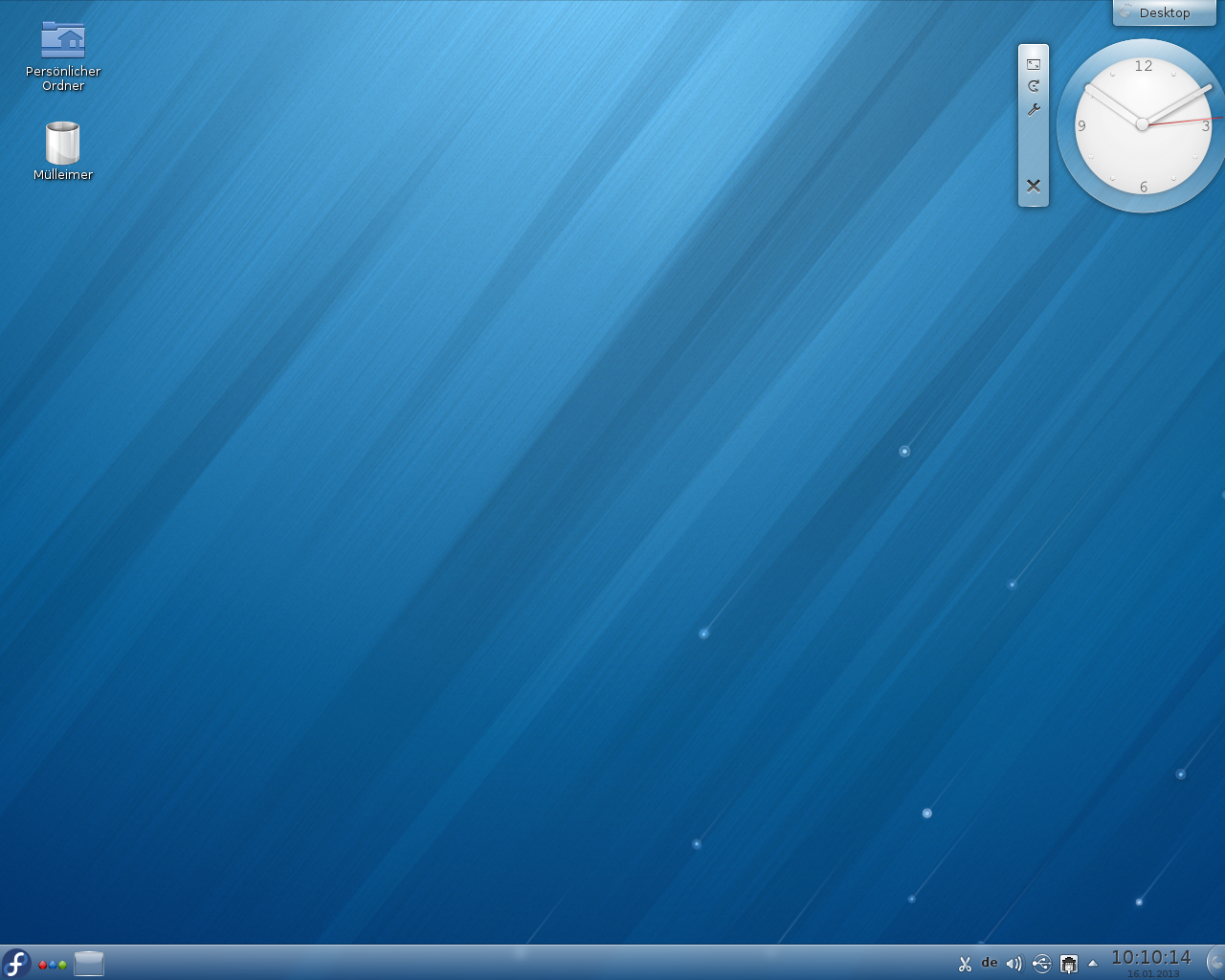
Fedora 18 mit KDE (Spherical Cow)
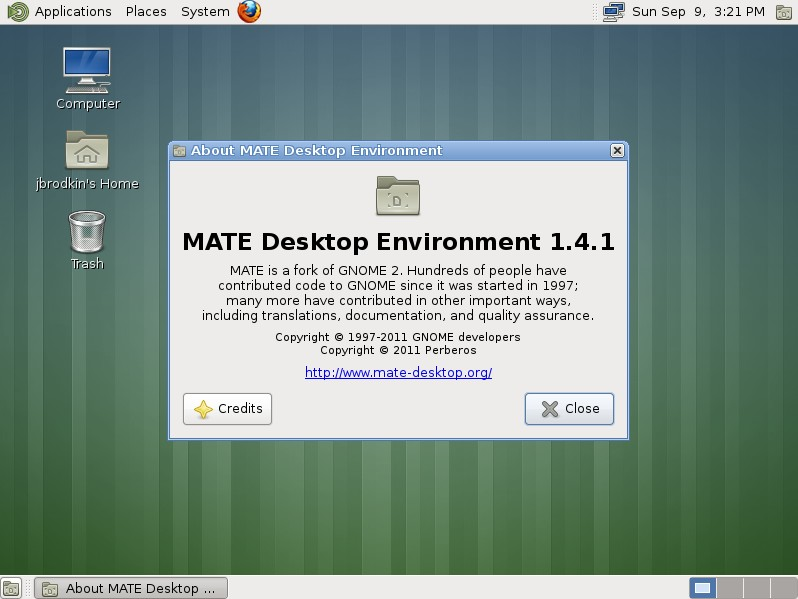
Fedora 18 mit Mate (Spherical Cow)
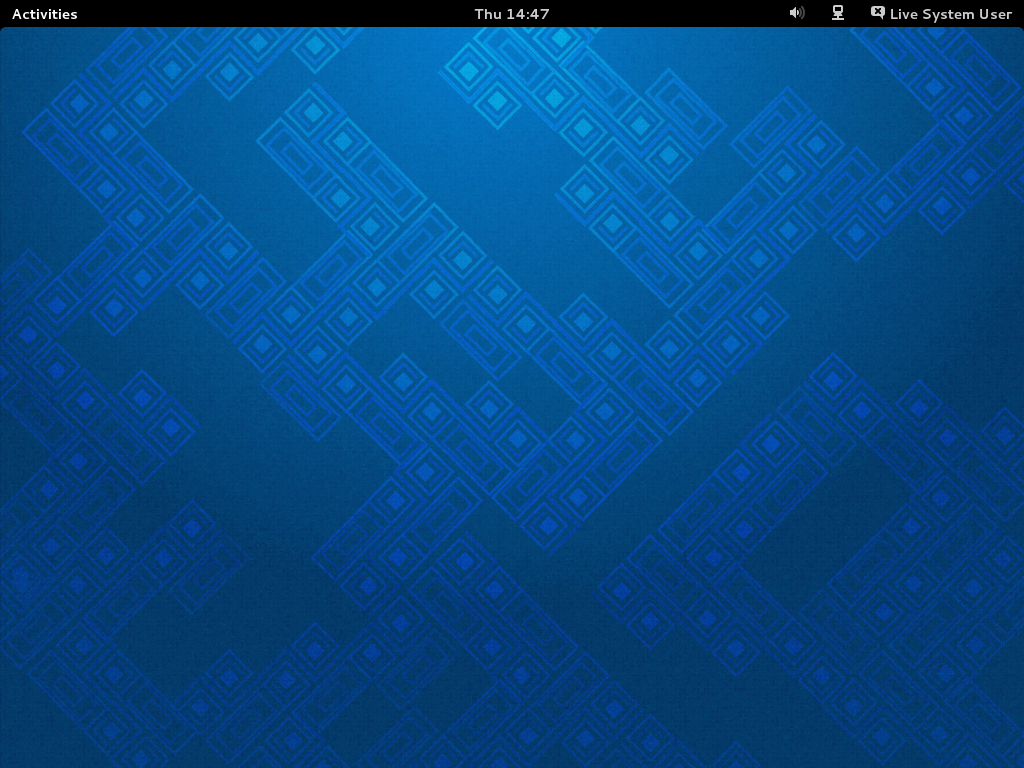
Fedora 19 (Schrödinger’s Cat)
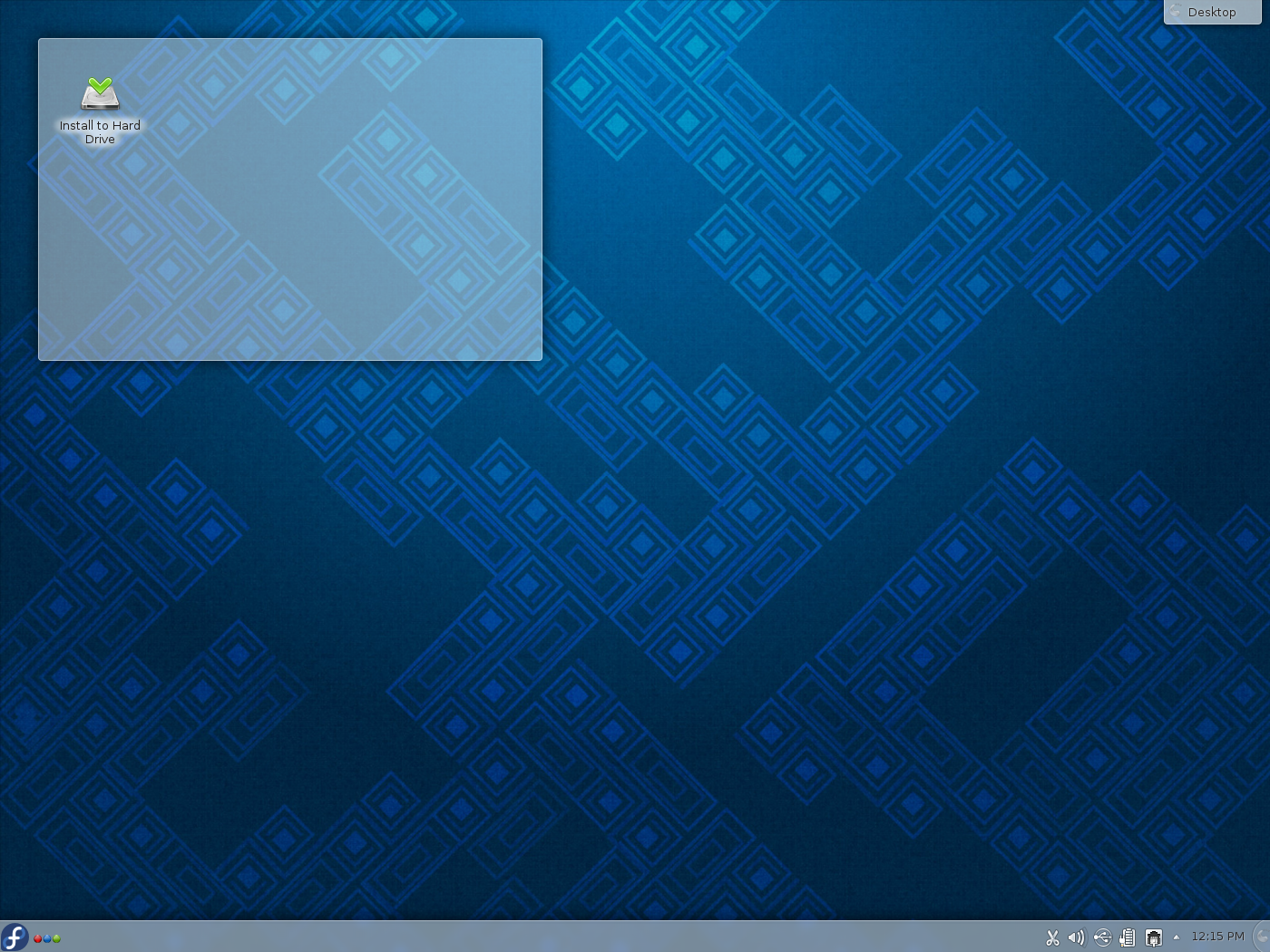
Fedora 19 mit KDE (Schrödinger’s Cat)
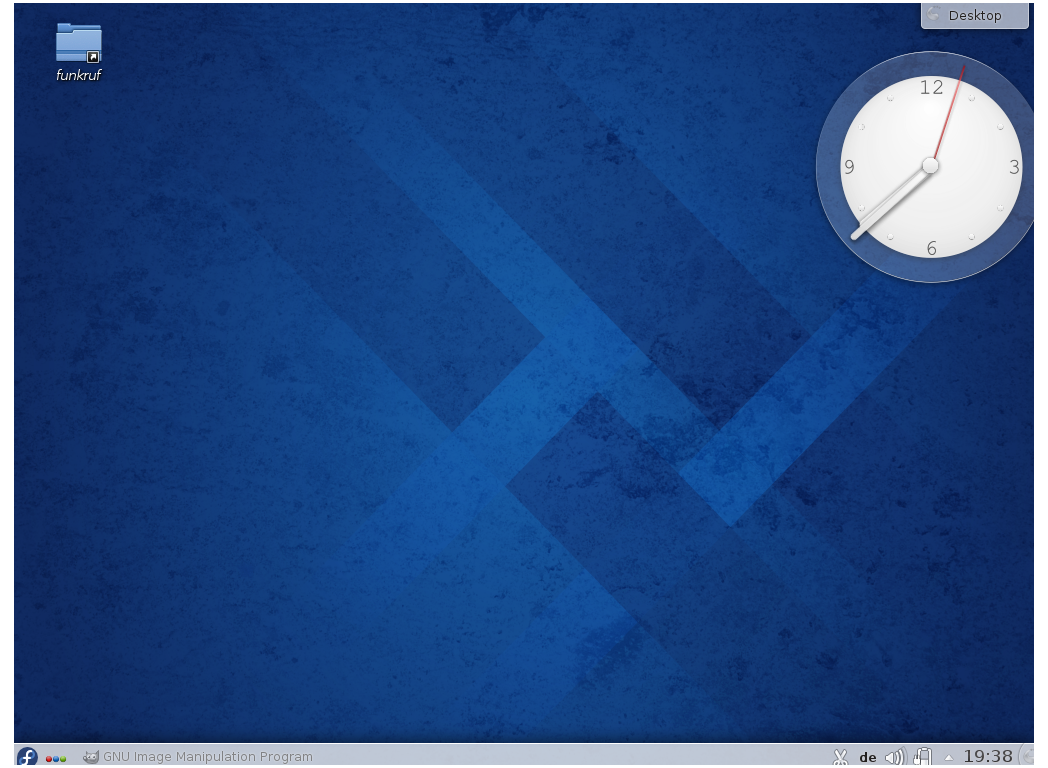
Fedora 20 mit KDE (Heisenbug)
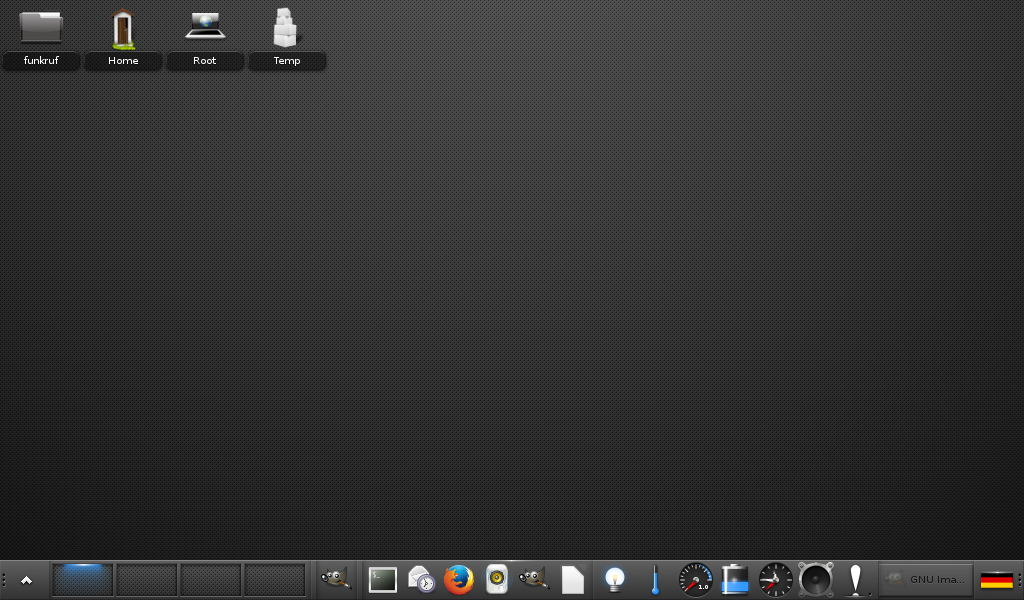
Fedora 20 mit Enlightenment (Heisenbug)
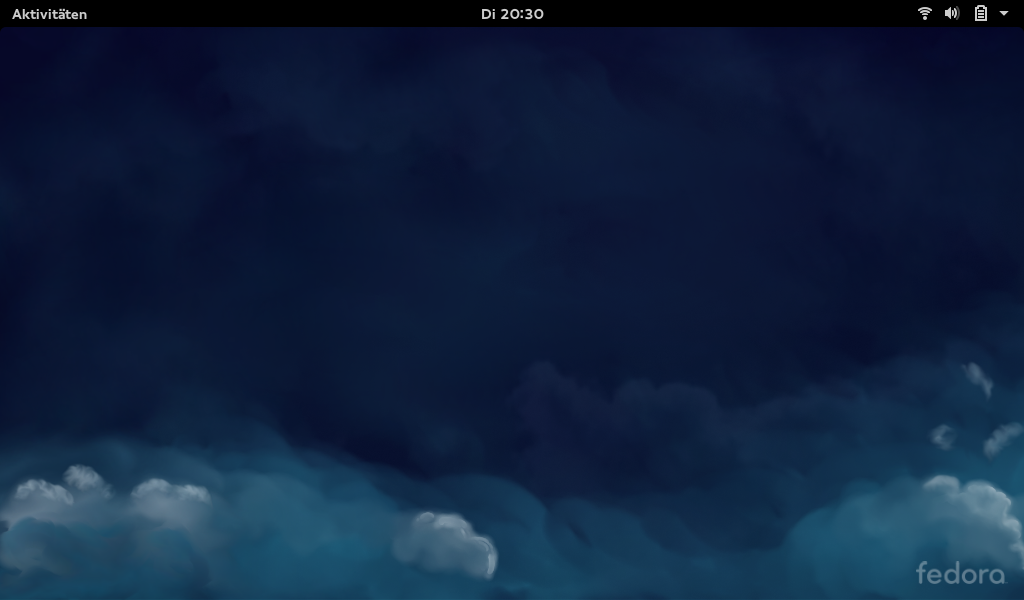
Fedora 21
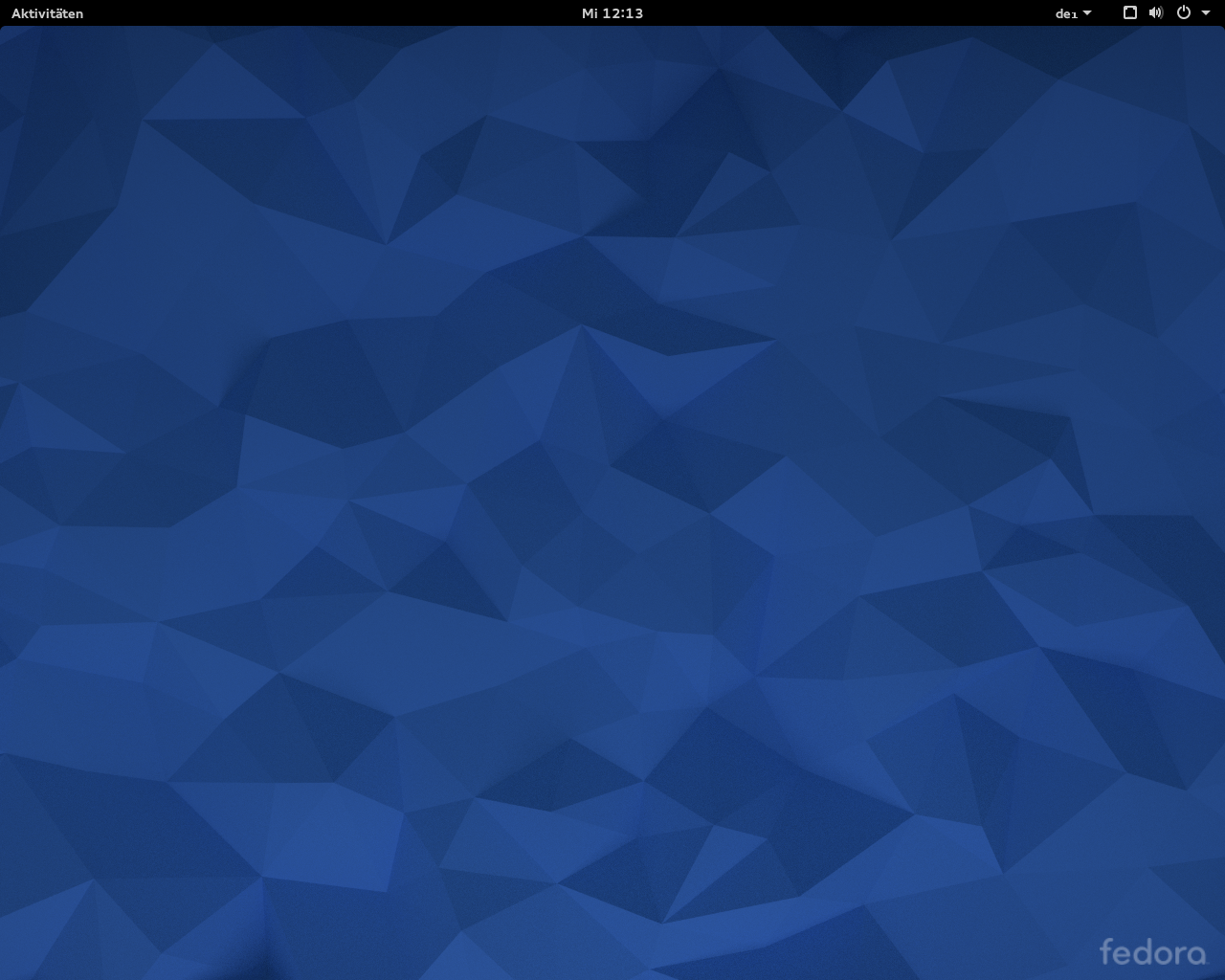
Fedora 22
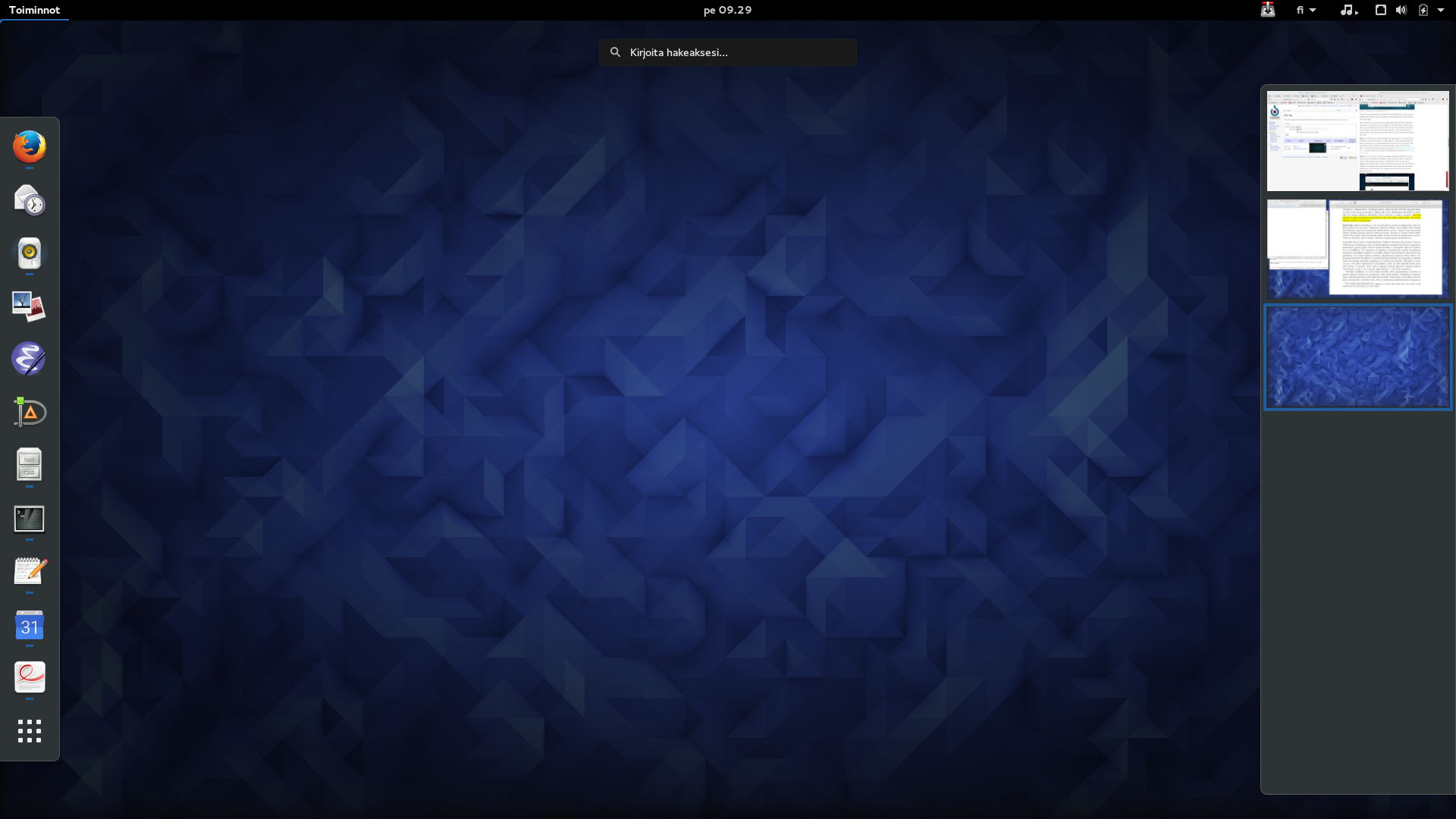
Fedora 23
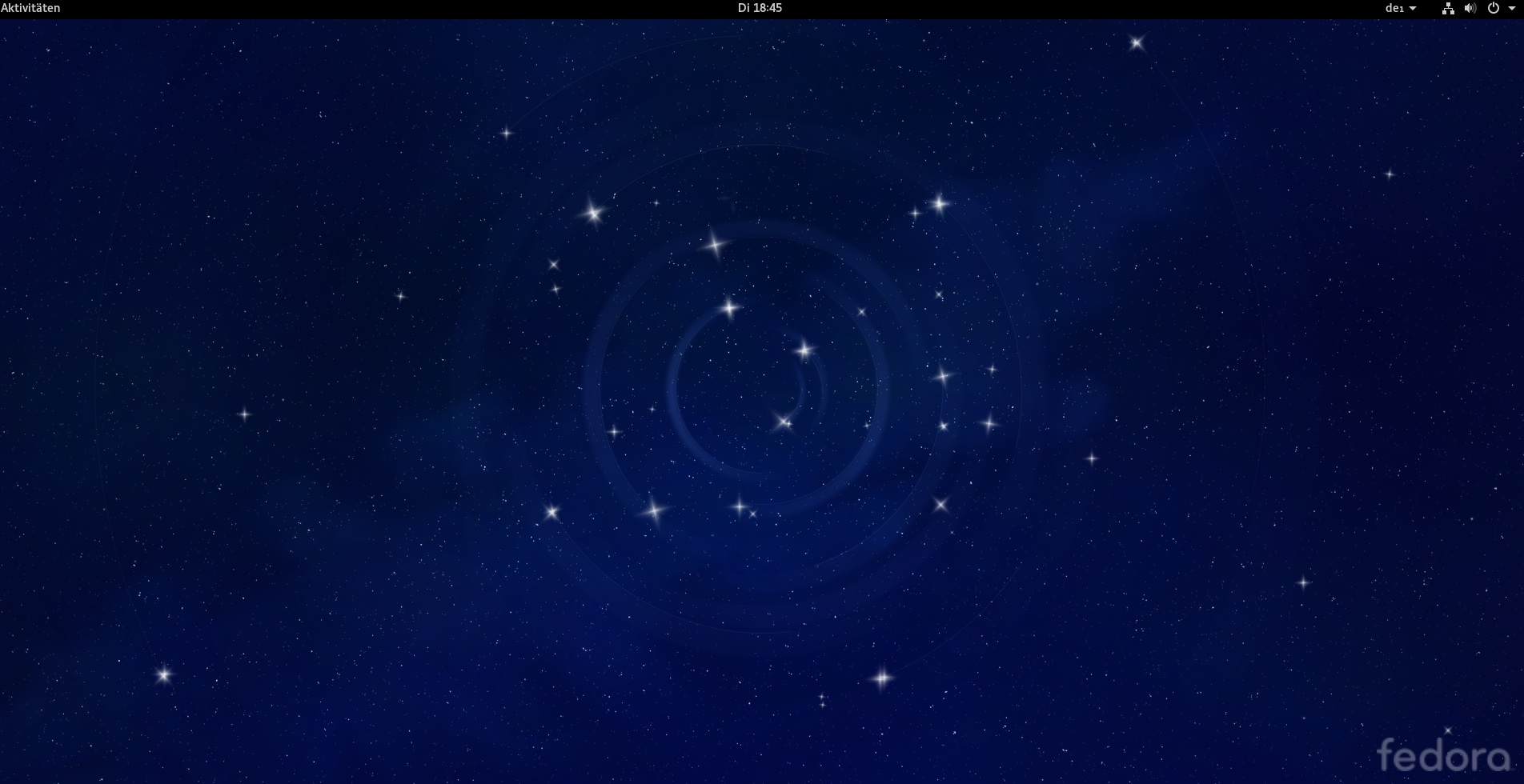
Fedora 24
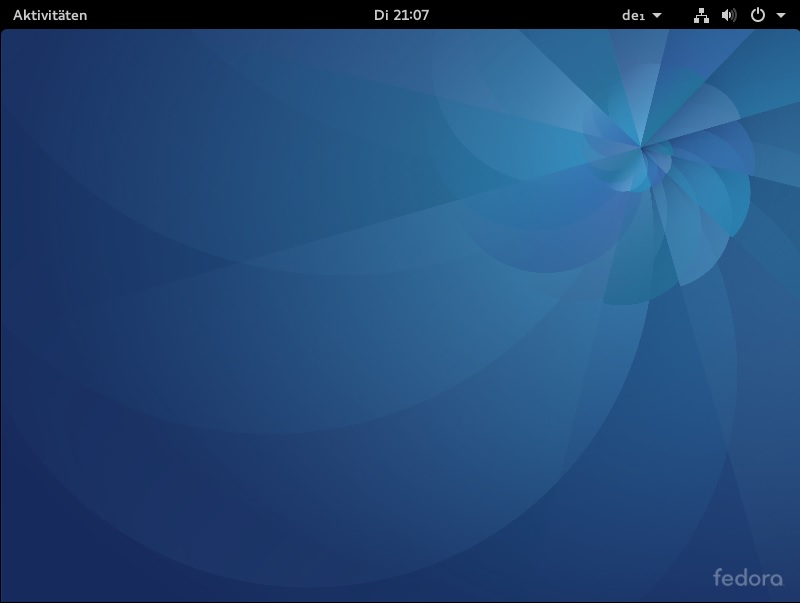
Fedora 25
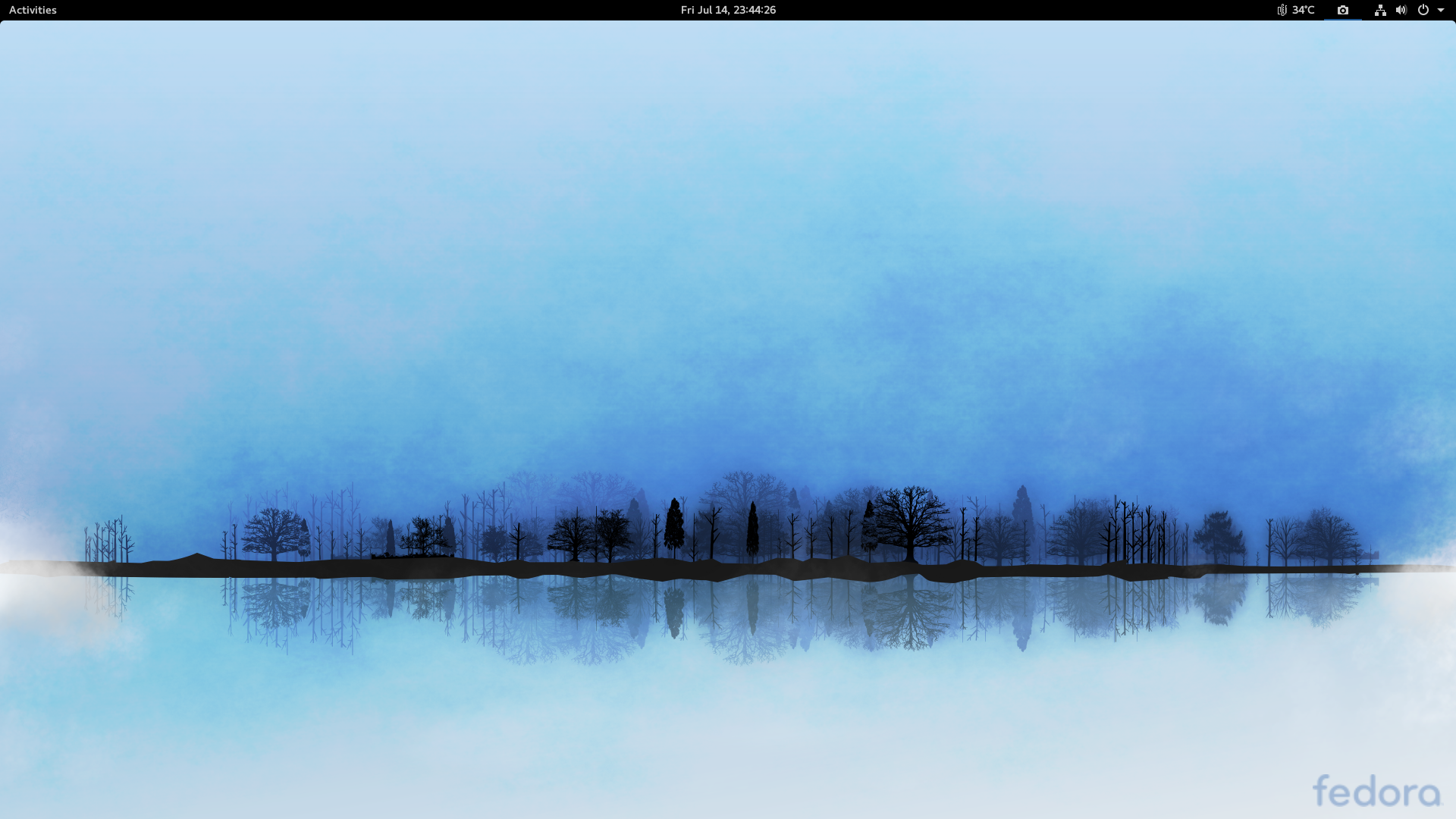
Fedora 26
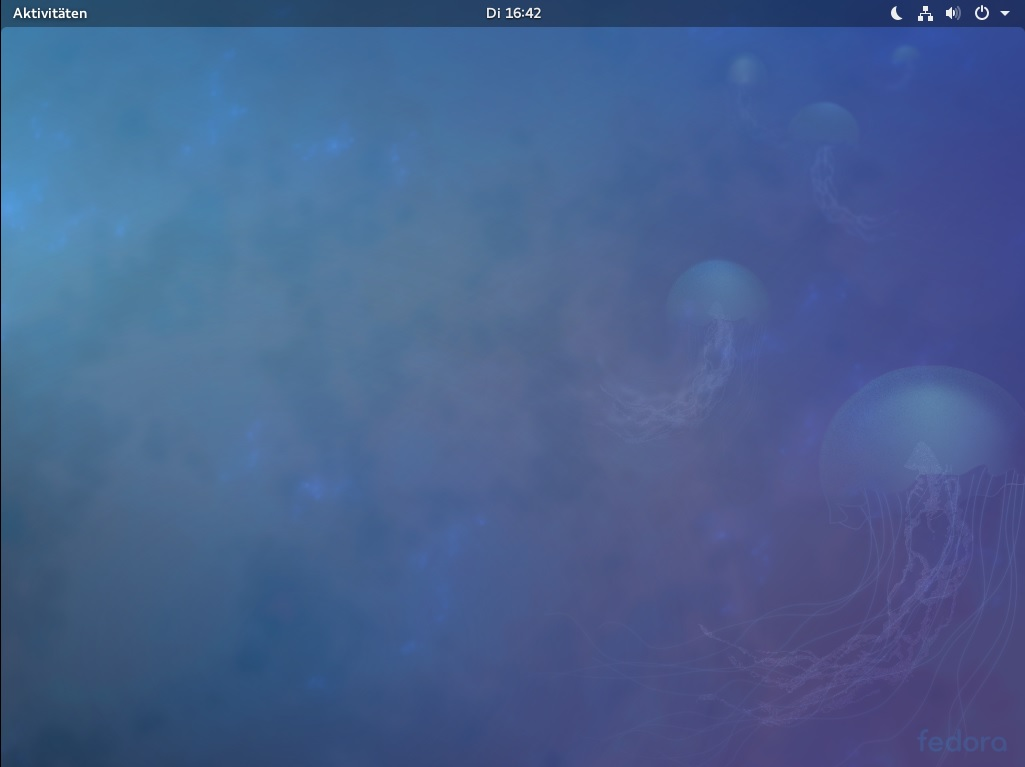
Fedora 27
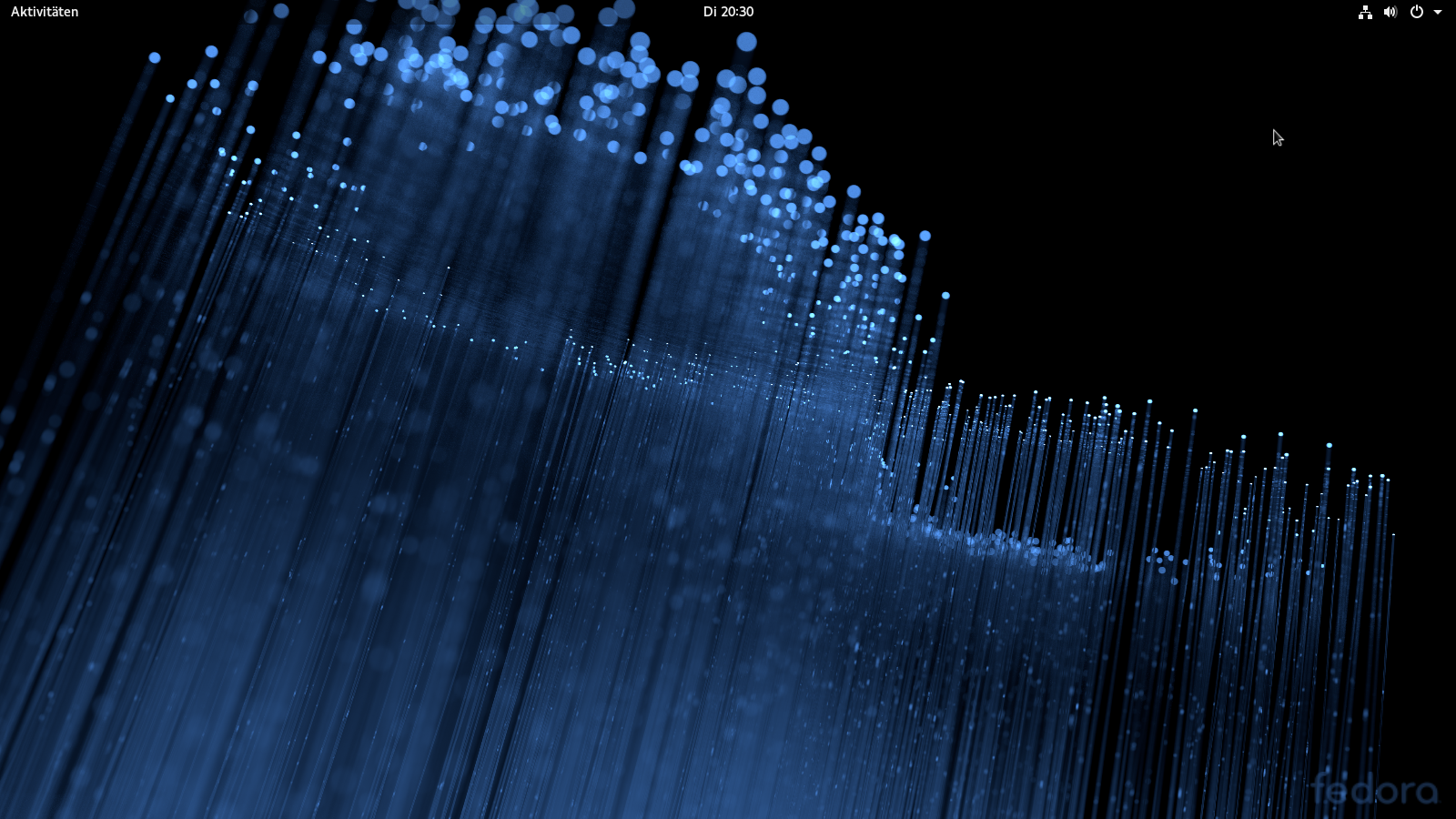
Fedora 28
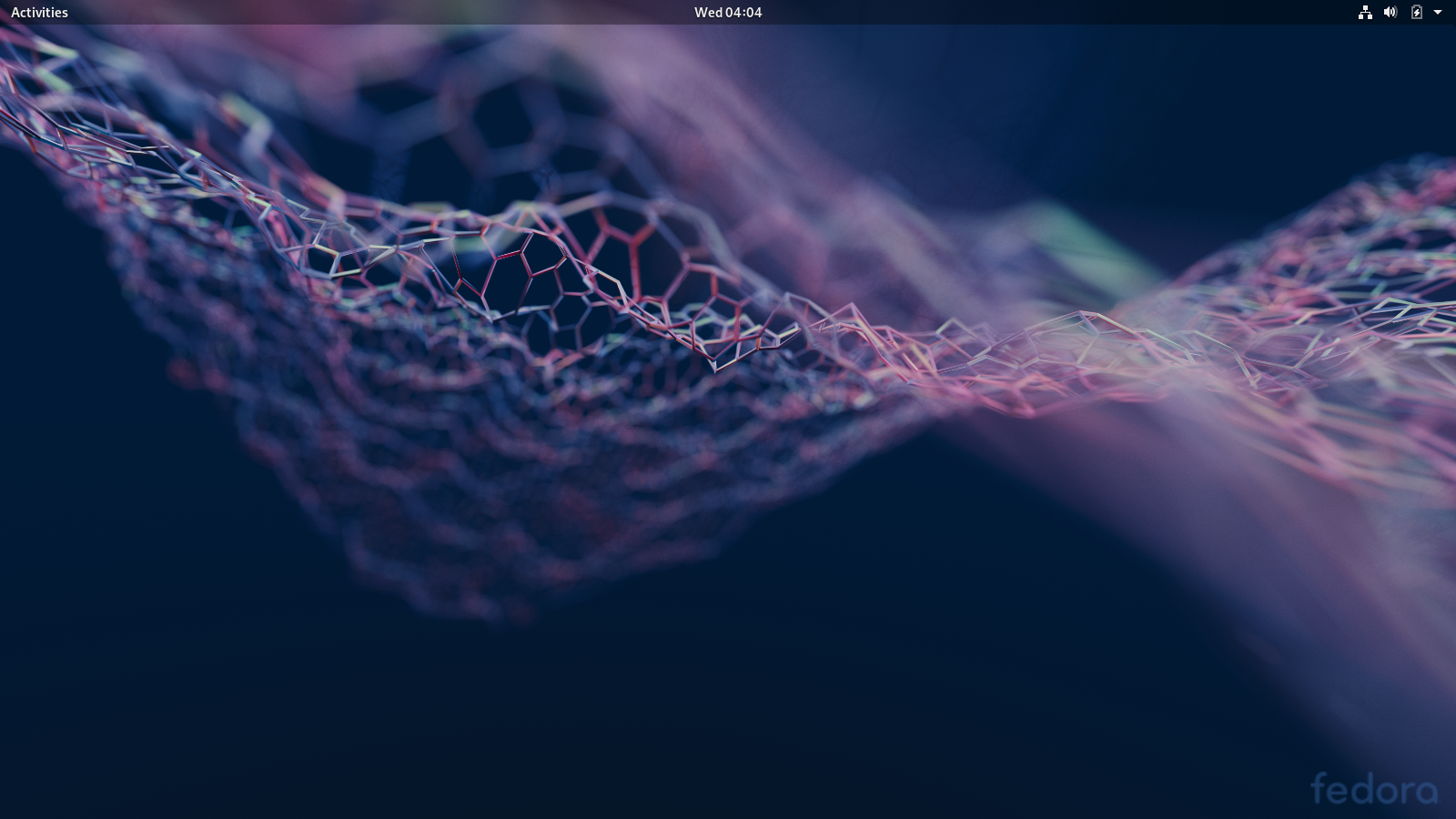
Fedora 29
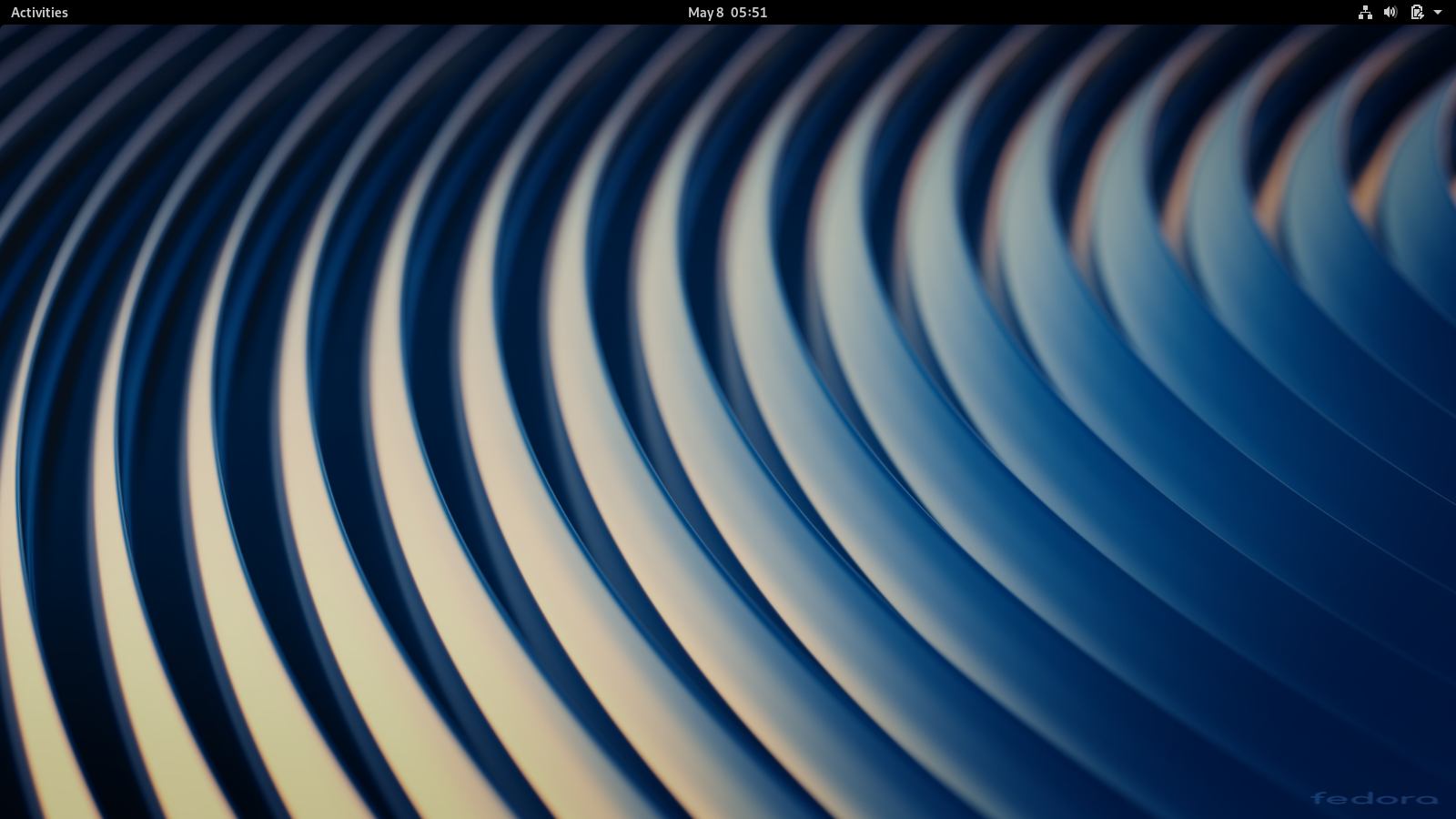
Fedora 30
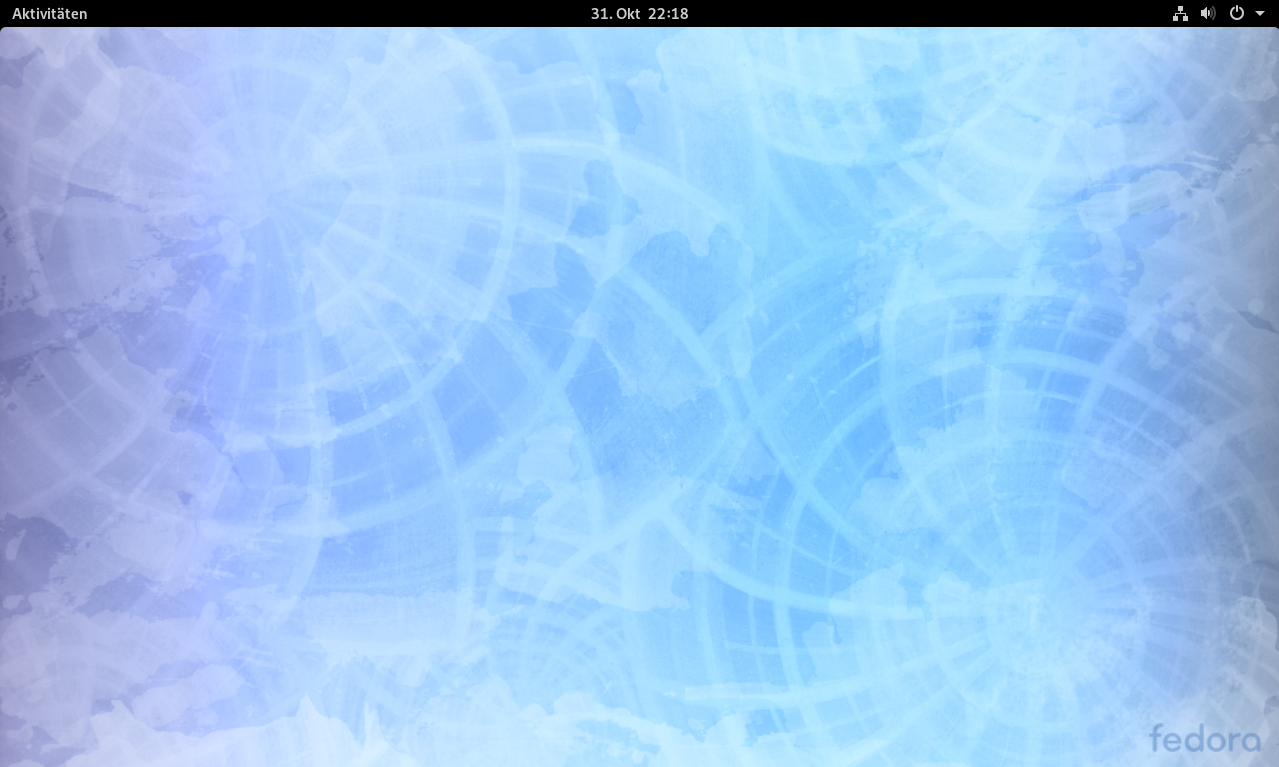
Fedora 31
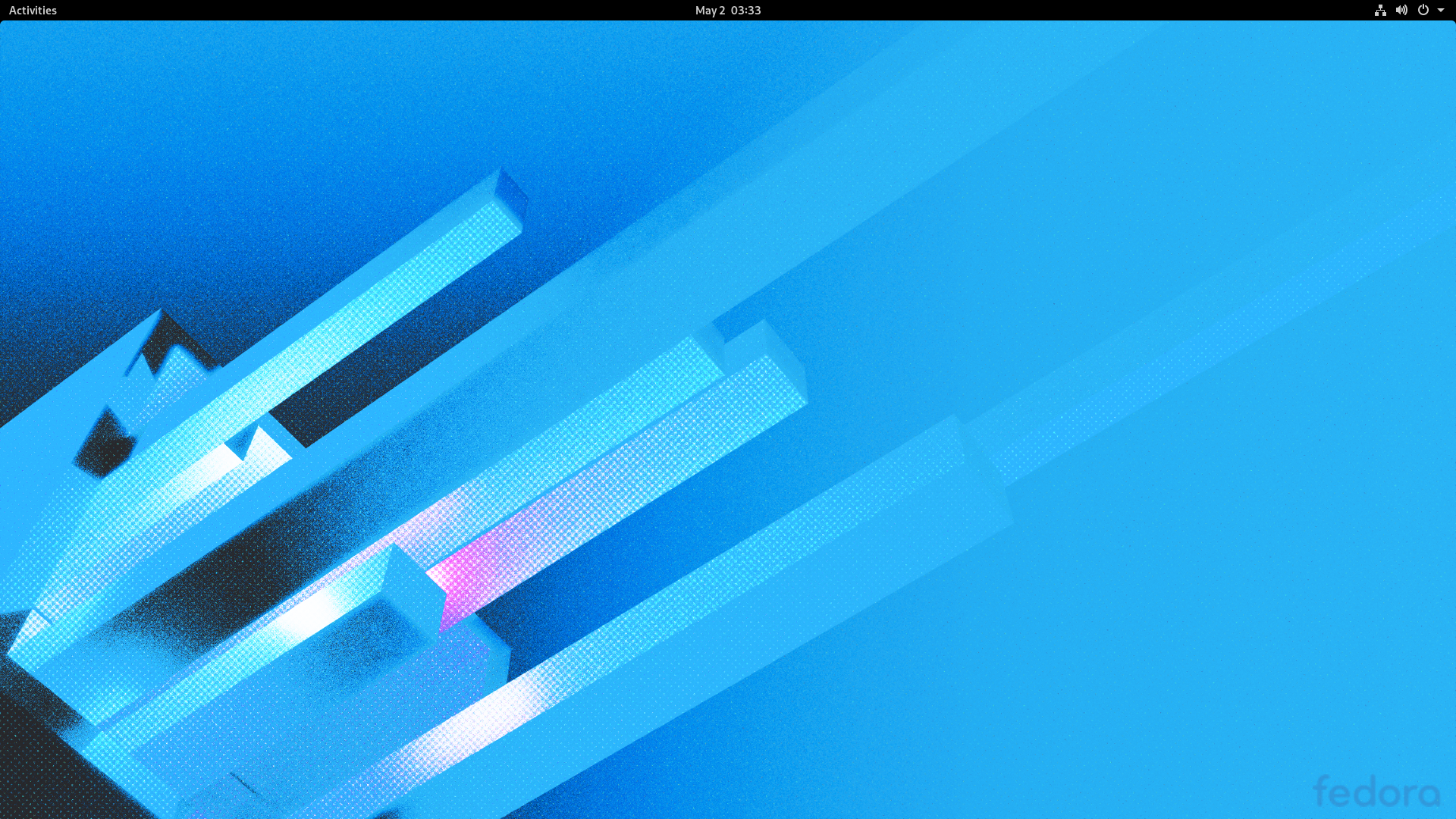
Fedora 32
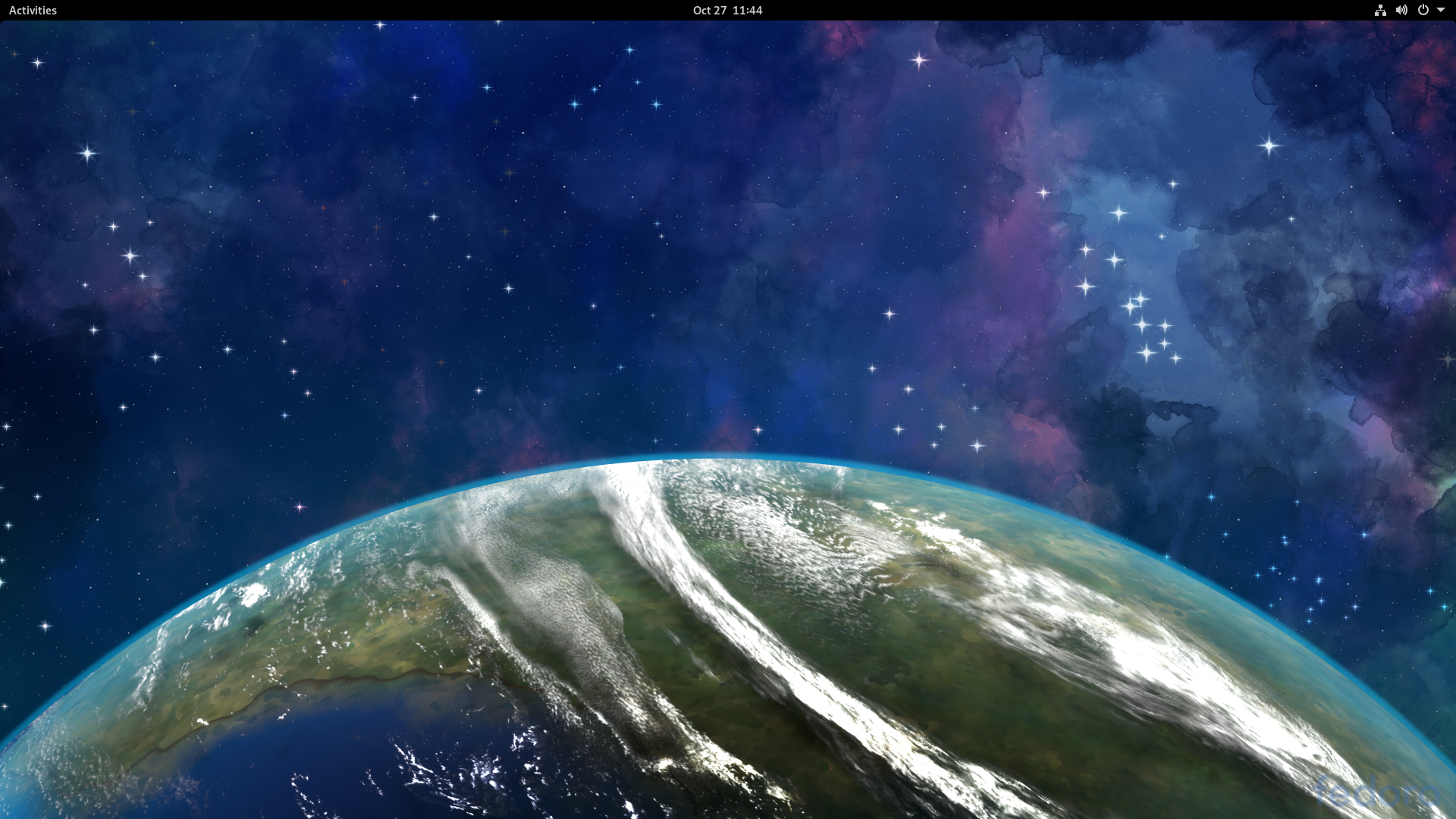
Fedora 33
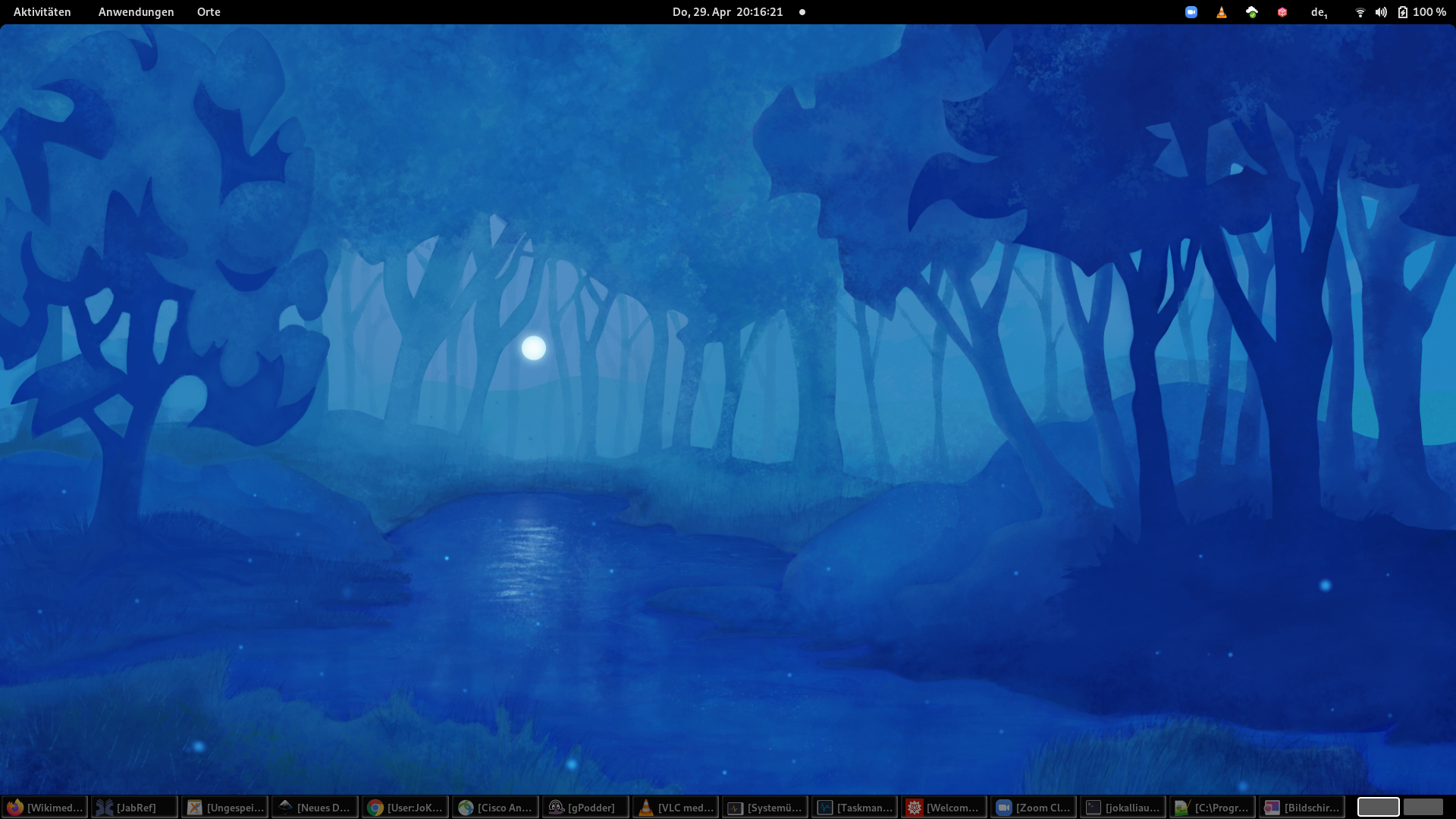
Fedora 34
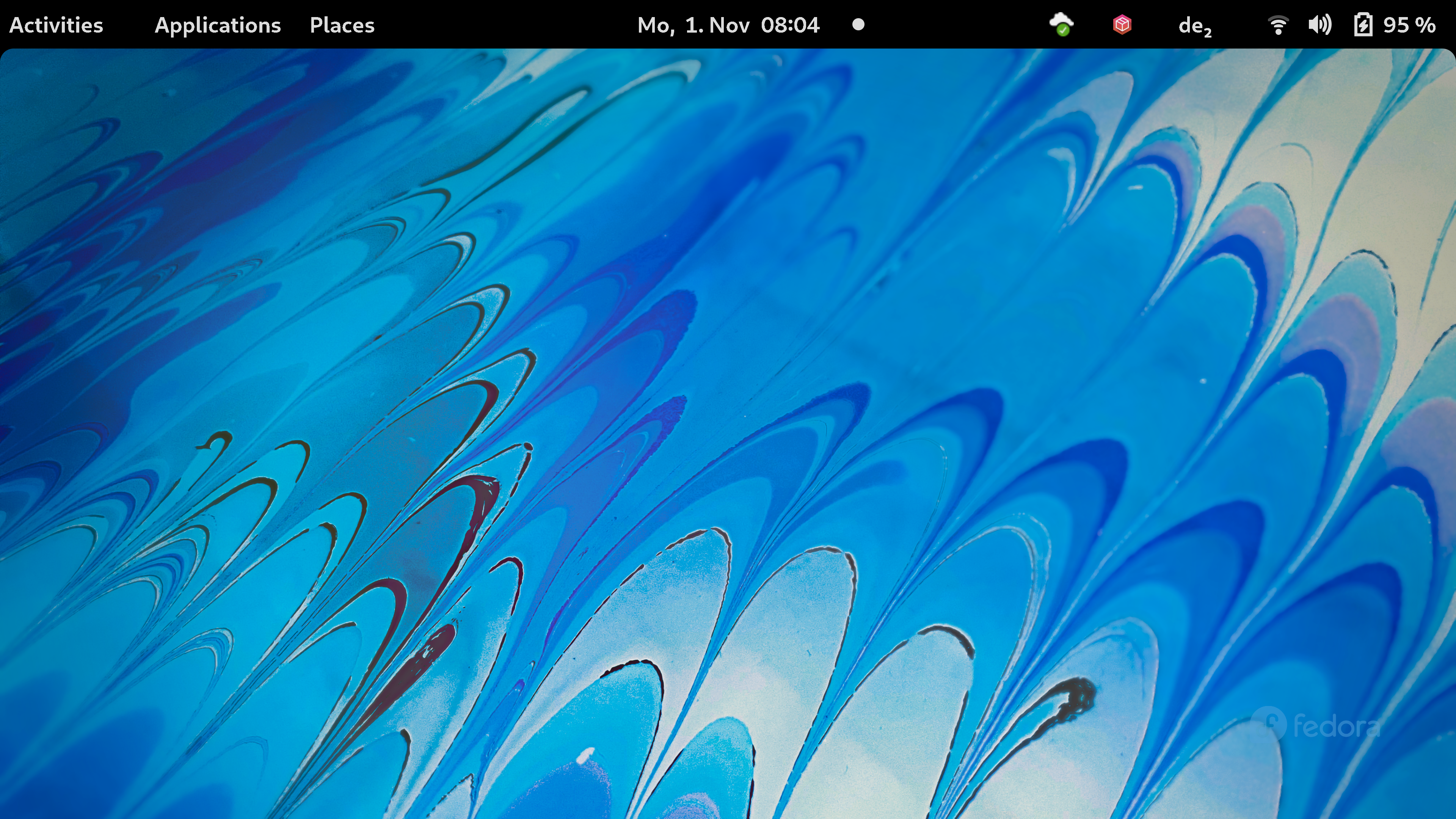
Fedora 35
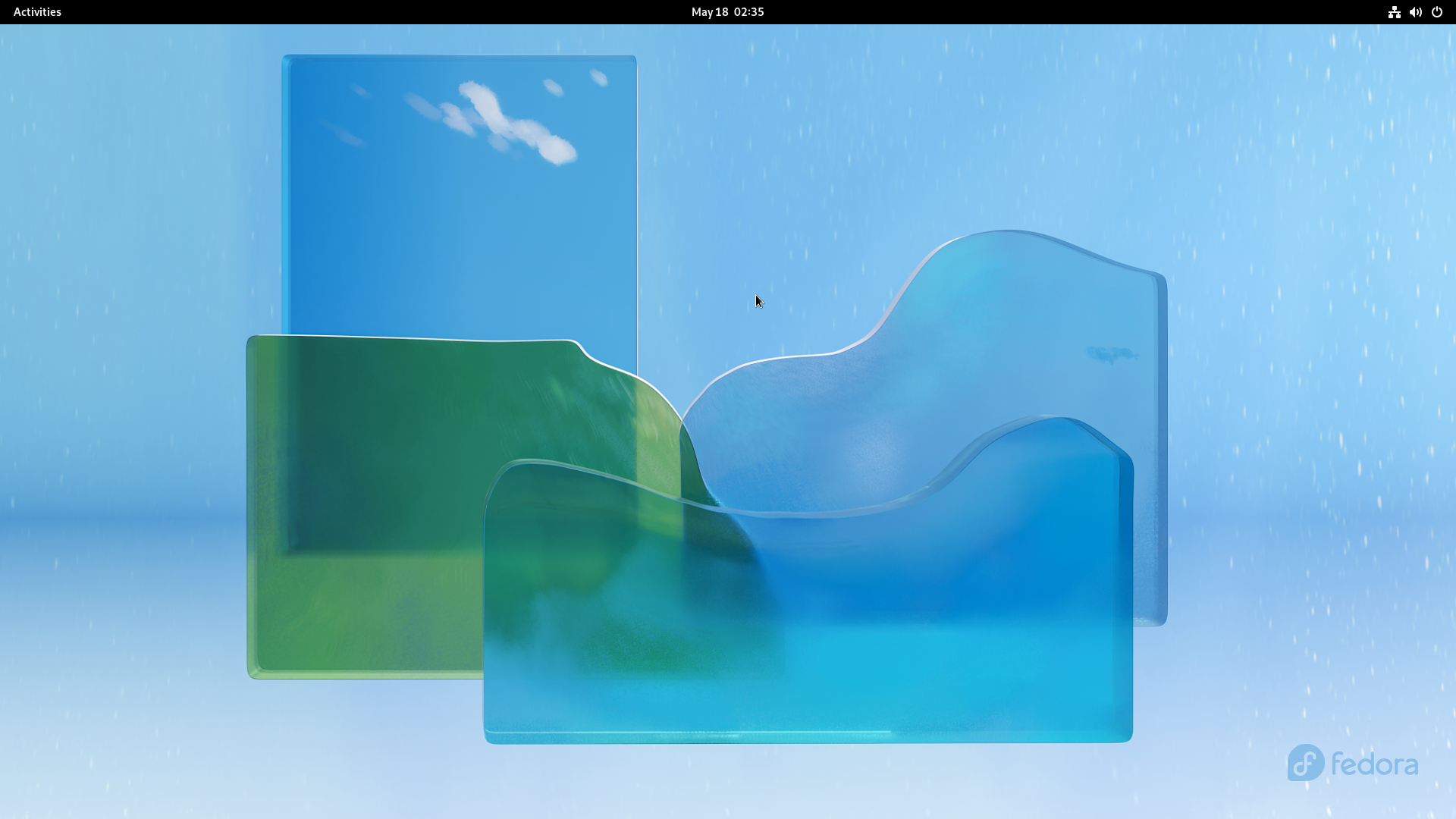
Fedora 36
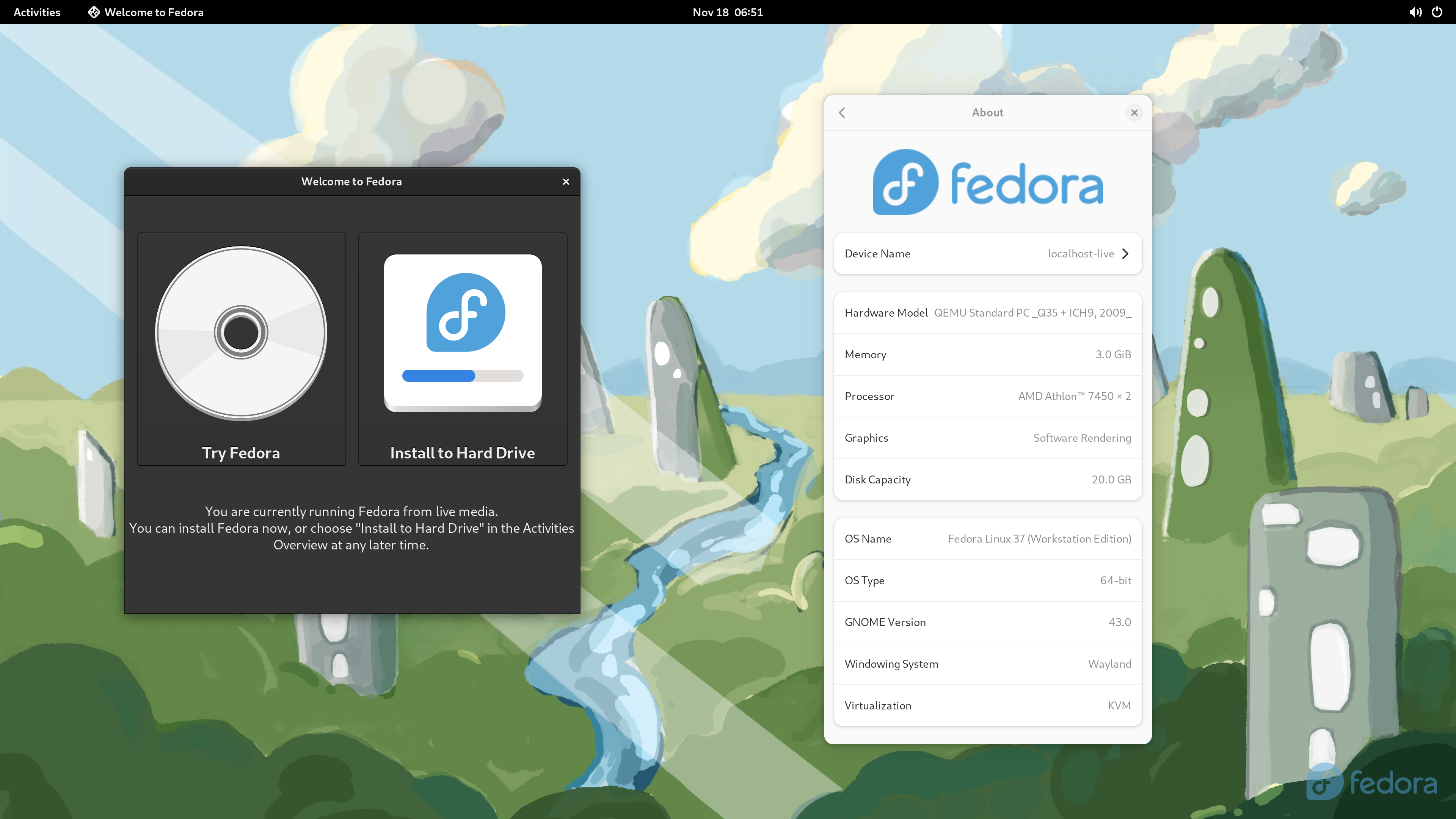
Fedora 37
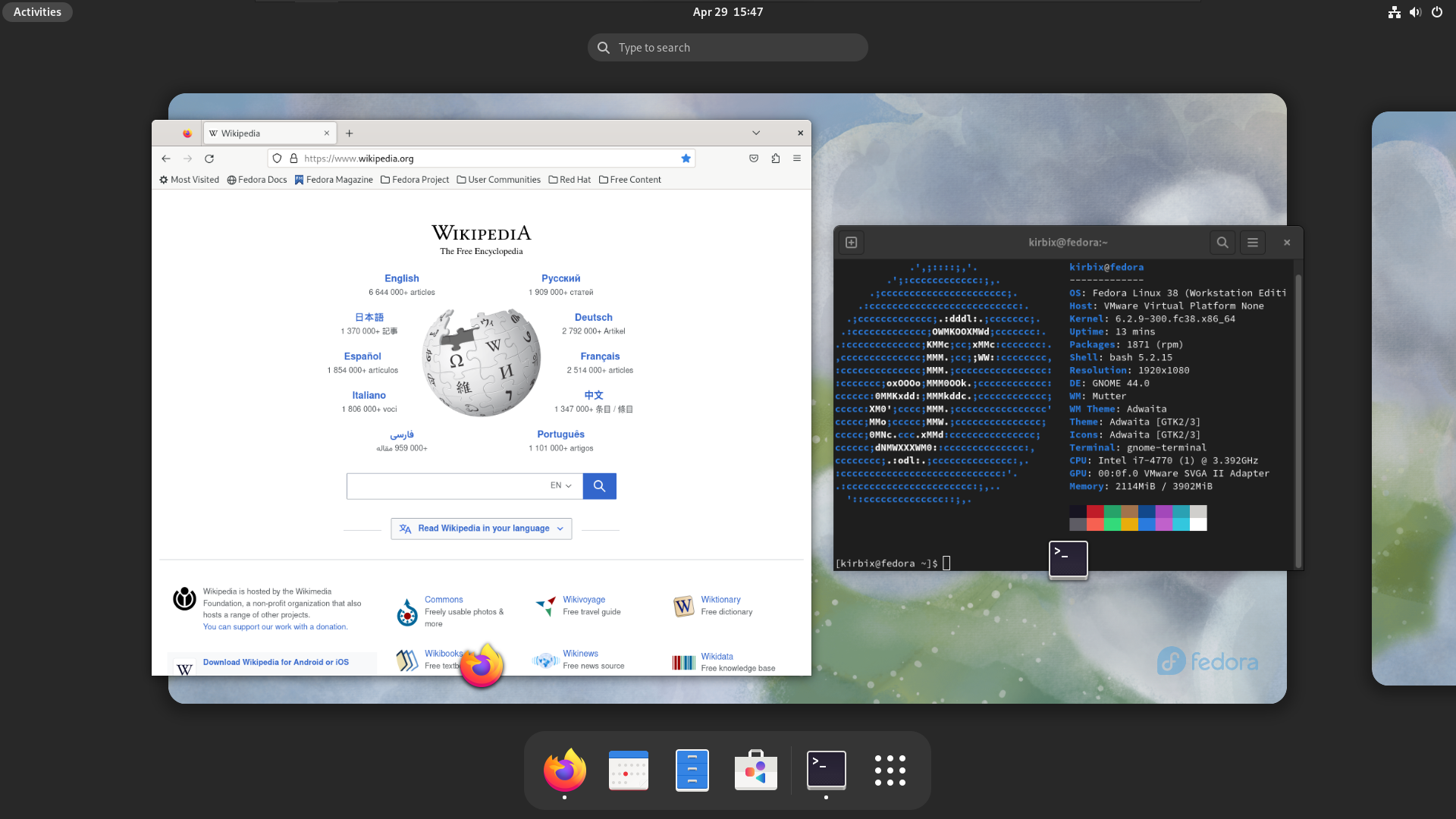
Fedora 38